# 霍亨索伦王朝
霍亨索伦王朝，也称霍亨索伦家族（德語：Haus Hohenzollern），為勃蘭登堡-普魯士（1415年—1918年）、德意志帝國（1871年—1918年）及羅馬尼亞王國（1866年—1947年）的主要統治家族。霍亨索伦家族起源于士瓦本公国境内的黑兴根附近，其始祖布尔夏德一世在11世纪初叶受封為索倫伯爵，領地在今上內卡河、施瓦本山和上多瑙河之間。
索倫伯爵腓特烈三世是神圣罗马帝国皇帝腓特烈一世和亨利六世的忠实支持者，1185年腓特烈三世與紐倫堡伯爵康拉德二世聯姻，前者娶了后者的女儿索菲亚，因康拉德二世没有男性继承人。1192年康拉德二世去世后，腓特烈三世成為紐倫堡伯爵腓特烈一世，此后該家族在索倫前冠以「霍亨」（字面意為「高的，高貴的」）字樣，稱為霍亨索倫家族。他的兩個兒子於1218年將領地重新分配：長子康拉德一世繼承紐倫堡，弟弟腓特烈四世繼承索倫。腓特烈四世的後裔成为了信奉天主教的施瓦本系，而康拉德一世的後裔、歷代紐倫堡伯爵則改為信奉新教的法蘭克尼亞系。法蘭克尼亞系曾统治纽伦堡城堡领地，后发展为勃兰登堡-普鲁士分支。施瓦本支系则统治霍亨索伦-黑兴根与霍亨索伦-锡格马林根两个侯国直至1849年，此后并入了普鲁士管辖的霍亨索伦省，且其家族成员于1866年至1947年间统治罗马尼亚王国。
法蘭克尼亞系成员于1415年成为勃兰登堡藩侯，1525年担任普鲁士公爵。自1618年起，勃兰登堡藩侯国与普鲁士公国以共主邦联形式联合统治，被统称为勃兰登堡-普鲁士。1701年，腓特烈一世在此基础上建立普鲁士王国。普鲁士在历代君主的励精图治下迅速发展，先后获得西里西亞、波兰西部、西普鲁士和莱茵兰等地，最终領導德意志走向统一，并于1871年击败法国建立德意志帝国，霍亨索伦家族由此成为世袭德意志皇帝。然而随着1918年第一次世界大战德国战败，1918-19年革命爆发，威廉二世被迫退位，民主制的议会国家魏玛共和国建立。二战后，罗马尼亚王室于1947年被共产党推翻，罗马尼亚建立起社会主义共和国；在德国境内，普魯士被盟军废除，施瓦本地区的霍亨索伦省则被盟军取缔，于1952年并入了新成立的巴登-符腾堡联邦州。
现今格奥尔格·腓特烈親王为前普鲁士王室分支的现任家主，而霍亨索伦亲王卡尔·腓特烈则是原施瓦本亲王分支的现任家主。

## 家族起源

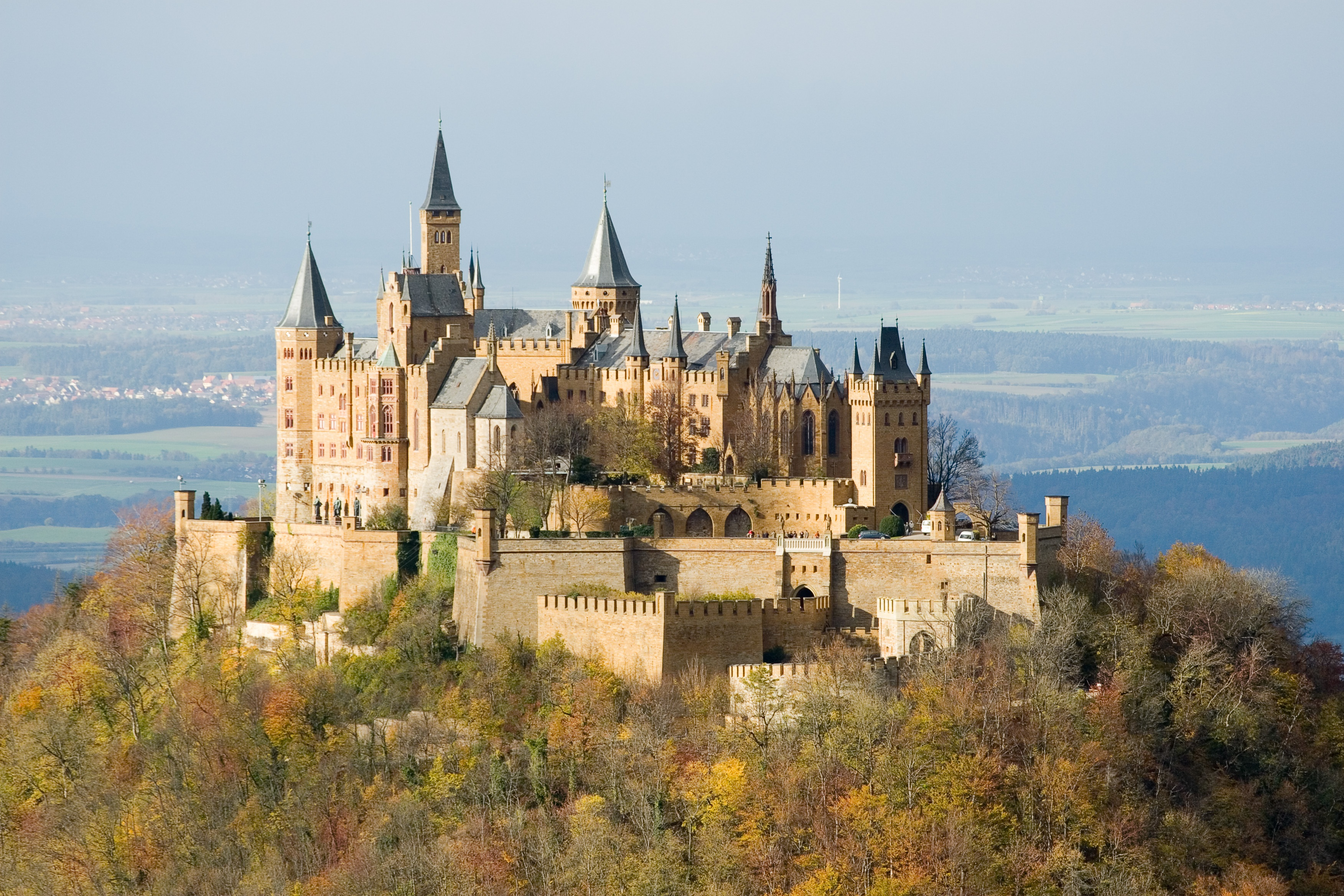
位于黑兴根附近的霍亨索伦城堡，在19世纪中叶由普鲁士国王腓特烈·威廉四世在11世纪初建造的旧堡遗址上重建

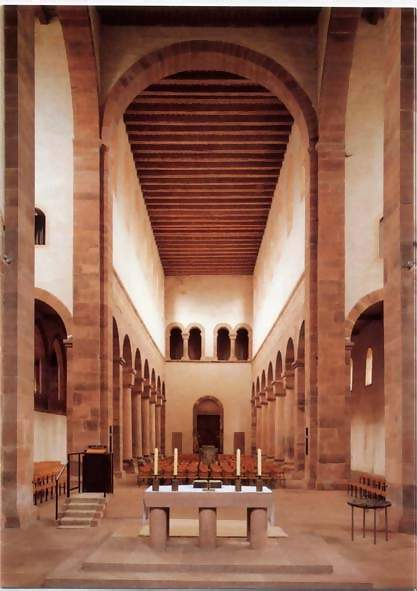
阿尔皮尔斯巴赫修道院，由霍亨索伦家族于1095年建立

索伦（Zollern），自1218年起称为霍亨索伦（Hohenzollern），是神圣罗马帝国的一个伯国，其后期的首都是黑兴根。霍亨索伦家族以其位于施瓦本阿尔卑斯山脉的霍亨索伦城堡命名其领地。霍亨索伦城堡坐落于一座高达855米的山峰霍亨索伦山上，该城堡至今仍属于该家族所有。
该王朝最早在1061年被文献记载。根据中世纪编年史家赖兴瑙的贝尔托尔德的记载，布尔夏德一世（de Zolorin）出生于1025年之前，卒于1061年。1095年，伯爵阿达尔伯特（Adalbert）在黑森林地区创建了本笃会的阿尔皮尔斯巴赫修道院（Alpirsbach）。
1111年，索伦家族从皇帝亨利五世处获得伯爵（德语：Graf）称号。作为施瓦本的霍亨斯陶芬王朝的忠实封臣，该家族得以大幅扩张其领地。腓特烈三世（约1139年 —约1200年）于1180年随红胡子腓特烈皇帝出征反对狮子亨利，并通过联姻于1192年由亨利六世皇帝授予纽伦堡城堡伯爵领。约在1185年，他迎娶了拉布斯堡的索菲亚，后者是康拉德二世（纽伦堡的城堡伯爵）之女。 康拉德二世去世后无子嗣，腓特烈三世以纽伦堡的城堡伯爵腓特烈一世身份获得该地。

1218年伯爵领由腓特烈的长子康拉德一世继承，从而成为霍亨索伦法兰克尼亚支系的始祖，该支系于1415年获得勃兰登堡选侯国。

### 索伦伯爵（1061–1204）
- 卒于1061年：布尔夏德一世[2]
- 1125年之前：腓特烈一世（英语：Frederick I, Count of Zollern）[2]
- 约1125年-1142年：腓特烈二世（英语：Frederick II, Count of Zollern），腓特烈一世长子[4]:XLI
- 约1143年-1150/1155年：布尔夏德二世，腓特烈一世次子[4]:XLI
- 约1150–1155年/1160年：齐默恩的戈特弗里德，腓特烈一世第四子[4]:XLI
- 1171年前后 – 约1200年：弗里德里希三世（腓特烈二世之子，同时也是纽伦堡的城堡伯爵）

腓特烈逝世后，其子分割了家族领地：
- 康拉德一世继承索伦伯国，并于1218年与其弟腓特烈四世交换为纽伦堡的城堡伯爵领，从而创立了霍亨索伦家族的法兰克尼亚支系。该支系成员后来发展为勃兰登堡-普鲁士支系，并皈依新教。
- 弗里德里希四世于1200年从父亲处获得纽伦堡的城堡伯爵领，并于1218年与兄长交换为索伦伯国，从而创立了霍亨索伦家族的天主教施瓦本支系。[2]

## 法蘭克尼亞系
霍亨索倫-法蘭克尼亞系始祖腓特烈三世是康拉德三世的長子，他通過繼承獲得拜羅伊特和庫爾姆巴赫，其曾孫腓特烈五世在1363年被皇帝查理四世封為帝國伯爵。
在第一阶段中，家族逐步扩展其领地，最初是在法兰克尼亚地区的小规模扩张：
- 1331年获得安斯巴赫
- 1340年获得库尔姆巴赫

在第二阶段中，家族更大规模扩张其领地，控制了勃兰登堡与普鲁士地区：
- 1417年获得勃兰登堡藩侯国
- 1525年获得普鲁士公国

这些扩张最终使法兰克尼亚霍亨索伦家族从一个德意志地方诸侯家族，转变为欧洲最重要的家族之一。自1701年1月8日起，勃兰登堡选帝侯头衔与在普鲁士的国王头衔合并，自1772年9月13日起改为普鲁士的国王。

### 纽伦堡城堡伯爵（1192-1427）

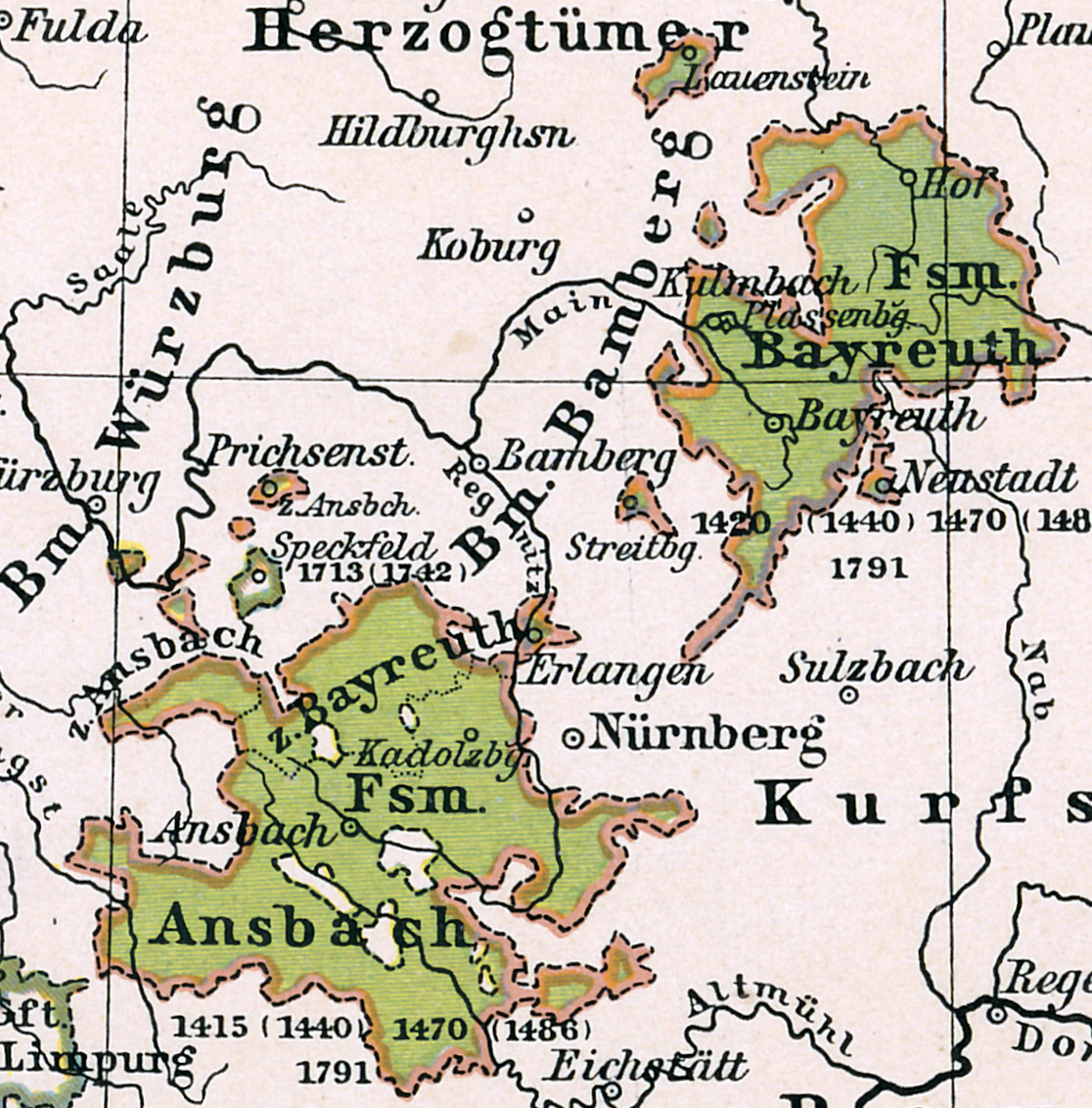
纽伦堡、安斯巴赫、库尔姆巴赫和拜罗伊特地区

- 1192年–1200/1204年：腓特烈一世（亦为佐伦伯爵腓特烈三世）
- 1204年–1218年：腓特烈二世（其子，亦为佐伦伯爵腓特烈四世）
- 1218年–1261/1262年：康拉德一世/三世（其兄弟，亦为佐伦伯爵）
- 1262年–1297年：腓特烈三世（约1220年–1297年），其子
- 1297年–1300年：约翰一世（约1279年–1300年），其子
- 1300年–1332年：腓特烈四世（1287年–1332年），其兄弟
- 1332年–1357年：约翰二世（约1309年–1357年），其子
- 1357年–1397年：腓特烈五世（约1333年–1398年），其子

1398年1月21日，腓特烈五世去世，其领地被其两子分割：
- 1397年–1420年：约翰三世/一世（其子，亦为勃兰登堡-库尔姆巴赫藩侯）
- 1397年–1427年：腓特烈六世/一世/一世（其兄弟，亦为选帝侯、勃兰登堡藩侯、勃兰登堡-安斯巴赫与库尔姆巴赫藩侯）

1420年6月11日约翰三世/一世去世后，勃兰登堡-安斯巴赫与库尔姆巴赫短暂统一于腓特烈六世/一世/一世名下。他自1398年起统治安斯巴赫，自1420年起统治库尔姆巴赫，自1411年起担任勃兰登堡摄政，后加冕为选帝侯与藩侯（即腓特烈一世）。1440年9月21日去世后，其领地由诸子继承：
- 勃兰登堡选帝侯腓特烈二世
- 选帝侯兼安斯巴赫藩侯阿尔布雷希特三世
- 库尔姆巴赫藩侯约翰二世

1427年，勃兰登堡选帝侯腓特烈一世将纽伦堡城堡与其作为纽伦堡伯的权利售予纽伦堡帝国自由市。安斯巴赫与库尔姆巴赫两地则仍属霍亨索伦家族，原为纽伦堡伯领之一部分。

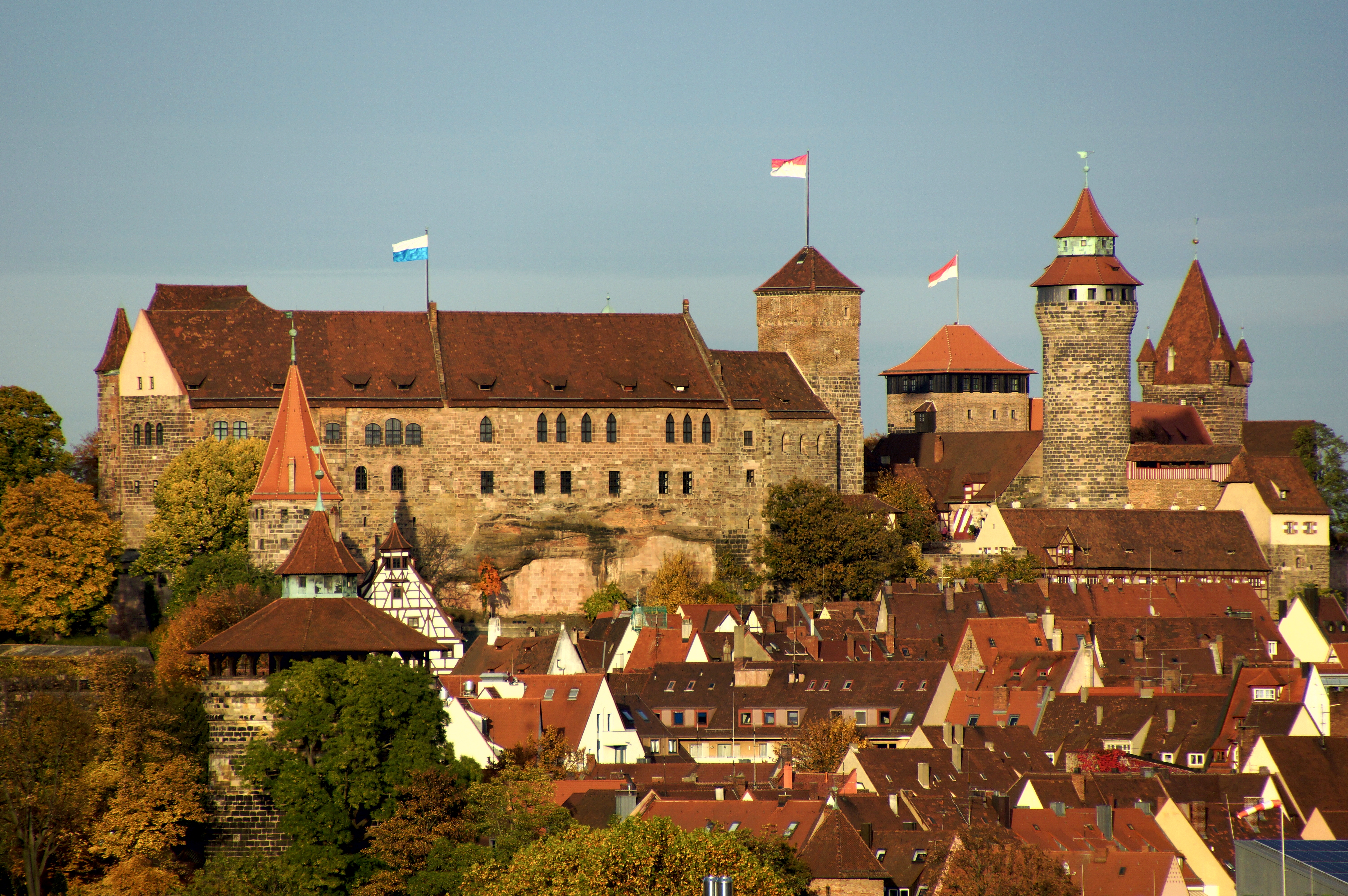
纽伦堡城堡（左为皇帝堡，右为伯爵堡）
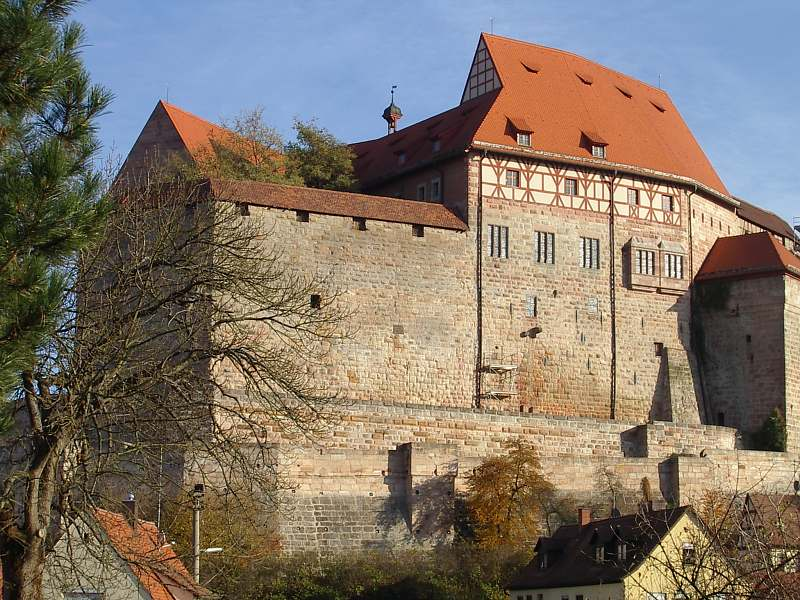
卡多尔茨堡，1260年起为伯爵住所
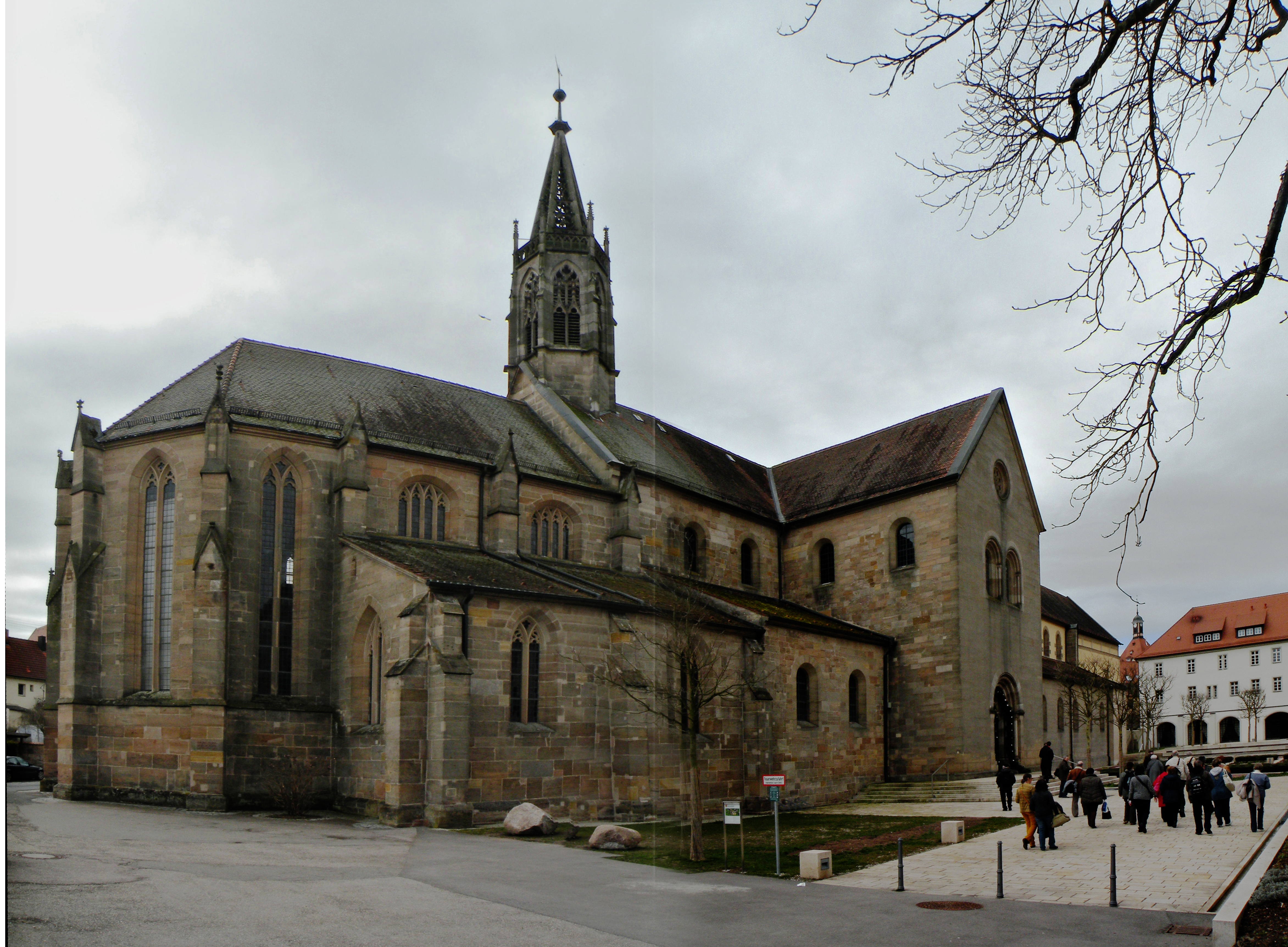
海尔斯布隆修道院，霍亨索伦家族墓地

### 勃兰登堡-安斯巴赫藩侯（1398-1791）
- 1398年-1440年：腓特烈一世（亦为库尔姆巴赫藩侯）
- 1440年-1486年：阿尔布雷希特三世（阿尔布雷希特一世/一世/三世，腓特烈之子，亦为库尔姆巴赫藩侯与勃兰登堡选帝侯）
- 1486年-1515年：腓特烈二世/二世（阿尔布雷希特之子，亦为库尔姆巴赫藩侯）
- 1515年-1543年：格奥尔格一世（虔诚者）（腓特烈之子，亦为勃兰登堡-耶格恩多夫公爵）
- 1543年-1603年：格奥尔格·腓特烈一世（格奥尔格之子，亦为库尔姆巴赫藩侯、耶格恩多夫公爵及普鲁士摄政）
- 1603年-1625年：約阿希姆·恩斯特（1583年–1625年），約翰·格奧爾格之子
- 1625年-1634年：腓特烈三世（1616年–1634年），约阿希姆·恩斯特之子
- 1634年-1667年：阿尔布雷希特二世，腓特烈三世之兄
- 1667年-1686年：约翰·腓特烈（1654年–1686年），阿尔布雷希特之子
- 1686年-1692年：克里斯蒂安一世·阿尔布雷希特，约翰·腓特烈之子
- 1692年-1703年：格奥尔格·腓特烈二世（克里斯蒂安·阿尔布雷希特之弟，后为库尔姆巴赫藩侯）
- 1703年-1723年：威廉·腓特烈（生于1686年前–1723年），格奥尔格·腓特烈之弟
- 1723年-1757年：卡尔·威廉·腓特烈（1712年–1757年），威廉·腓特烈之子
- 1757年-1791年：克里斯蒂安二世·腓特烈（1736年–1806年），卡尔·威廉·腓特烈之子，亦为库尔姆巴赫藩侯

1791年12月2日，克里斯蒂安二世·腓特烈将其藩侯国主权让渡予普鲁士国王腓特烈·威廉二世。

### 勃兰登堡-库尔姆巴赫-拜罗伊特藩侯（1398-1604-1791）
1604年后改称勃兰登堡-拜罗伊特藩侯。
- 1398年-1420年：约翰一世（约1369年-1420年），腓特烈五世之子
- 1420年-1440年：腓特烈一世（亦为安斯巴赫藩侯）
- 1440年-1457年：约翰二世（1406年-1464年），腓特烈一世之子
- 1457年-1486年：阿尔布雷希特三世·阿基利斯（阿尔布雷希特一世/一世/三世，亦为安斯巴赫藩侯与勃兰登堡选帝侯）
- 1486年-1495年：齐格蒙德（1468年-1495年），阿尔布雷希特之子
- 1495年-1515年：腓特烈二世/二世（亦为安斯巴赫藩侯）
- 1515年-1527年：卡西米尔（1481年-1527年），腓特烈之子
- 1527年-1553年：阿尔布雷希特二世（1522年-1557年），卡西米尔之子
- 1553年-1603年：格奥尔格·腓特烈一世（亦为安斯巴赫藩侯、耶格恩多夫公爵及普鲁士摄政）
- 1603年-1655年：克里斯蒂安一世（1581年-1655年），約翰·格奧爾格之子
- 1655年-1712年：克里斯蒂安二世·恩斯特（1644年-1712年），克里斯蒂安一世長子埃爾德曼·奧古斯特之子
- 1712年-1726年：格奥尔格·威廉（1678年-1726年），克里斯蒂安二世·恩斯特之子
- 1726年-1735年：格奥尔格·腓特烈（先前为库尔姆巴赫藩侯），勃蘭登堡-庫爾姆巴赫藩侯克里斯蒂安·海因里希之長子
- 1735年-1763年：腓特烈四世（1711年-1763年），格奧爾格·腓特烈·卡爾之子
- 1763年-1769年：腓特烈五世·克里斯蒂安（1708年-1769年），克里斯蒂安·海因里希之幼子
- 1769年-1791年：卡尔·亚历山大（亦为安斯巴赫藩侯）

1791年12月2日，卡尔·亚历山大将其藩侯国主权让渡予普鲁士国王腓特烈·威廉二世。

### 耶格恩多夫公爵（1523-1622）
耶格恩多夫（Jägerndorf，今捷克克尔诺夫）公国于1523年由霍亨索伦家族购得。
- 1541年-1543年：格奥尔格一世（虔诚者）（亦为勃兰登堡-安斯巴赫藩侯）
- 1543年-1603年：格奥尔格·腓特烈一世（亦为勃兰登堡-安斯巴赫藩侯、勃兰登堡-库尔姆巴赫藩侯及普鲁士摄政）
- 1603年-1606年：约阿希姆一世（亦为普鲁士摄政与勃兰登堡选帝侯）
- 1606年-1621年：約翰·格奧爾格（英语：Johann Georg von Brandenburg），約阿希姆一世的次子

1622年，该公国被神圣罗马帝国皇帝斐迪南三世查封。

## 勃兰登堡-普鲁士系
勃兰登堡-普鲁士系源自法兰克尼亚系。1415年，腓特烈五世的幼子腓特烈六世成為勃蘭登堡選帝侯，稱為選帝侯腓特烈一世。1473年，其第三子阿尔布雷希特·阿喀琉斯為選帝侯時立下規約：勃蘭登堡選帝侯稱號屬於直系繼承，非長子也有繼承權，領地不得分割。據此，其長子约翰·西塞罗成為選帝侯。因此勃蘭登堡的霍亨索倫家族（選帝侯系）在1618年通過繼承得到普魯士公國统治权。自16世纪起，该支系皈依新教加尔文宗，并通过联姻与购地扩大领土。
在大選帝侯腓特烈·威廉統治時期（1640年-1688年），勃蘭登堡-普魯士日趨強盛，1701年，普魯士公國升為王國，为避免哈布斯堡领有的波西米亚国王头衔，腓特烈一世在哥尼斯堡加冕，称「在普鲁士的国王」（König in Preußen）。在腓特烈大帝时期，普鲁士通过对奥地利的战争，得到了西里西亚地区；后通过多次瓜分波兰，获得了大片的疆土，跻身欧洲列强之列，遂于1772年改称“普鲁士的國王”（König von Preußen）。
霍亨索伦家族统治下的普鲁士成功领导了德意志统一运动，对外击败了丹麦、奥地利和法国。1871年，普魯士國王的威廉一世在凡尔赛宫建立德意志帝国，霍亨索伦家族因而获得德意志皇帝头衔。1918年德國十一月革命爆發後，霍亨索倫家族的統治被推翻。

### 勃兰登堡藩侯（1415-1619）

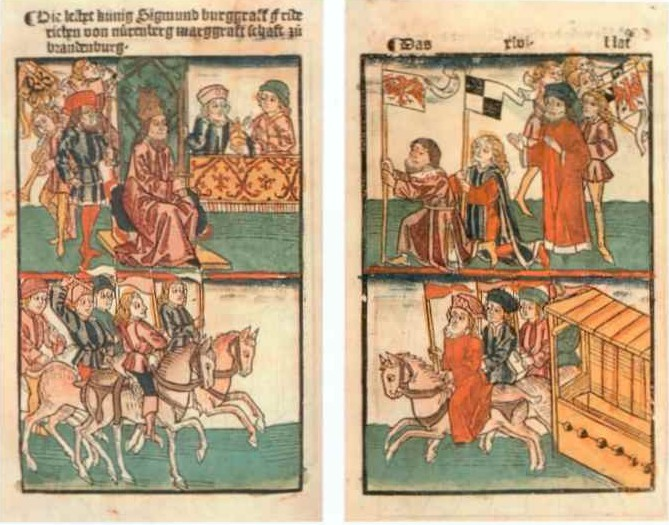
腓特烈六世于1415年成为勃兰登堡藩侯

1411年，富裕但领土较小的纽伦堡伯爵腓特烈六世被任命为勃兰登堡的总督，以恢复该地的秩序与稳定。在1415年的康斯坦茨大公会议上，国王西吉斯蒙德册封他为勃兰登堡的选帝侯与藩侯，称腓特烈一世。1417年，腓特烈选侯以40万匈牙利金币的价格从皇帝西吉斯蒙德手中购买了勃兰登堡的主权。
| 肖像 | 姓名             | 家族地位                                                          | 在位时间      | 出生   | 逝世   | 配偶                                                          |
| ---- | ---------------- | ----------------------------------------------------------------- | ------------- | ------ | ------ | ------------------------------------------------------------- |
|      | 腓特烈一世       | 亦为纽伦堡伯腓特烈六世                                            | 1415年-1440年 | 1371年 | 1440年 | 巴伐利亚的伊丽莎白                                            |
|      | 腓特烈二世       | 腓特烈一世之子                                                    | 1440年-1471年 | 1413年 | 1471年 | 萨克森的凯瑟琳                                                |
|      | 阿尔布雷希特三世 | 腓特烈二世之弟                                                    | 1471年-1486年 | 1414年 | 1486年 | 巴登的玛格丽特 萨克森的安娜                                   |
|      | 约翰·西塞罗      | 阿尔布雷希特三世之子                                              | 1486年-1499年 | 1455年 | 1499年 | 图林根的玛格丽特                                              |
|      | 约阿希姆一世     | 约翰·西塞罗之子                                                   | 1499年-1535年 | 1484年 | 1535年 | 丹麦的伊丽莎白                                                |
|      | 约阿希姆二世     | 约阿希姆一世之子                                                  | 1535年-1571年 | 1505年 | 1571年 | 萨克森的玛格达莱娜 波兰的海德薇                               |
|      | 约翰·格奥尔格    | 约阿希姆二世之子                                                  | 1571年-1598年 | 1525年 | 1598年 | 莱格尼察的索菲 安斯巴赫的萨宾娜 安哈尔特-采尔布斯特的伊丽莎白 |
|      | 约阿希姆·腓特烈  | 约翰·格奥尔格之子                                                 | 1598年-1608年 | 1546年 | 1608年 | 勃兰登堡-屈斯特林的卡塔琳娜 普鲁士的埃莉诺尔                  |
|      | 约翰·西吉斯蒙德  | 约阿希姆·腓特烈之子 自1618年起兼为普鲁士公爵，勃兰登堡-普鲁士共主 | 1608年-1619年 | 1572年 | 1619年 | 普鲁士的安娜                                                  |

### 勃兰登堡-屈斯特林藩侯（1535-1571）
短命的勃兰登堡-屈斯特林藩侯国是霍亨索伦家族设立的次子继承领地（secundogeniture）。
- 1535年-1571年：“贤者”约翰，勃兰登堡-屈斯特林藩侯（约阿希姆一世之子）。他无嗣而终。1571年，该藩侯国并入勃兰登堡选侯领地。

### 勃兰登堡-施韦特藩侯（1688-1788）
尽管自1688年起被承认为霍亨索伦家族的一个支系，勃兰登堡-施韦特藩侯国始终隶属于选侯统治之下，且从未成为独立的诸侯国。
- 1688年-1711年：腓力·威廉，普鲁士亲王，勃兰登堡-施韦特藩侯（腓特烈·威廉之子）
- 1731年-1771年：腓特烈·威廉，普鲁士亲王，勃兰登堡-施韦特藩侯（腓力·威廉之子）
- 1771年-1788年：腓特烈·亨利，普鲁士亲王，勃兰登堡-施韦特藩侯（腓特烈·威廉之弟）

### 普鲁士公爵（1525-1701）

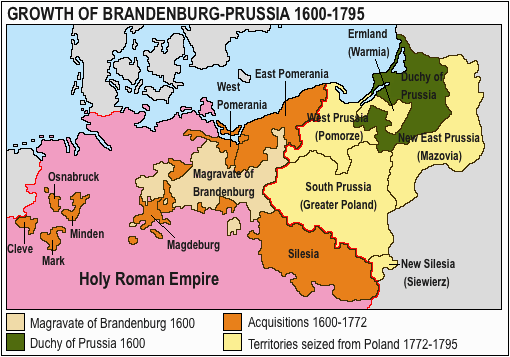
勃兰登堡-普鲁士的扩张（1600年-1795年）

1525年，普鲁士公国作为波兰国王的封地建立。普鲁士的阿尔布雷希特被選舉為最后一任条顿骑士团团长，也是普鲁士的第一任公爵。他出自霍亨索伦家族的安斯巴赫支系。该公国将新教定为官方国教。
| 称呼                 | 生平                                   | 统治始         | 统治终         | 注释                                      | 王朝     | 肖像                               |
| -------------------- | -------------------------------------- | -------------- | -------------- | ----------------------------------------- | -------- | ---------------------------------- |
| 阿尔布雷希特         | 1490年7月8日 – 1568年3月20日（77歲）   | 1525年4月10日  | 1568年3月20日  | 條頓騎士團大團長，授予普魯士公爵頭銜      | 霍亨索伦 | Albert, Duke of Prussia            |
| 阿爾布雷希特·腓特烈  | 1553年5月7日 – 1618年8月28日（65歲）   | 1568年3月20日  | 1618年8月28日  | 阿尔布雷希特之子                          | 霍亨索伦 | Albert Frederick, Duke of Prussia  |
| 约翰·西吉斯蒙德      | 1572年11月8日 – 1619年12月23日（47歲） | 1618年8月28日  | 1619年12月23日 | 阿尔布雷希特·腓特烈堂兄弟，勃兰登堡选帝侯 | 霍亨索伦 | John Sigismund, Duke of Prussia    |
| 格奧爾格·威廉        | 1595年11月13日 – 1640年12月1日（45歲） | 1619年12月23日 | 1640年12月1日  | 约翰·西吉斯蒙德之子，勃兰登堡选帝侯       | 霍亨索伦 | George William, Duke of Prussia    |
| 腓特烈·威廉 - 大选侯 | 1620年2月16日 – 1688年4月29日（68歲）  | 1640年12月1日  | 1688年4月29日  | 格奥尔格·威廉之子，勃兰登堡选帝侯         | 霍亨索伦 | Frederick William, Duke of Prussia |
| 腓特烈一世           | 1657年7月11日 – 1713年2月25日（55歲）  | 1688年4月29日  | 1701年1月18日  | 腓特烈·威廉之子，勃兰登堡选帝侯           | 霍亨索伦 | Frederick I, Duke of Prussia       |

自1701年起，“普鲁士公爵”称号并入“普鲁士国王”称号中。

### 普鲁士国王（1701-1918）

#### 在普鲁士的国王（1701-1772）

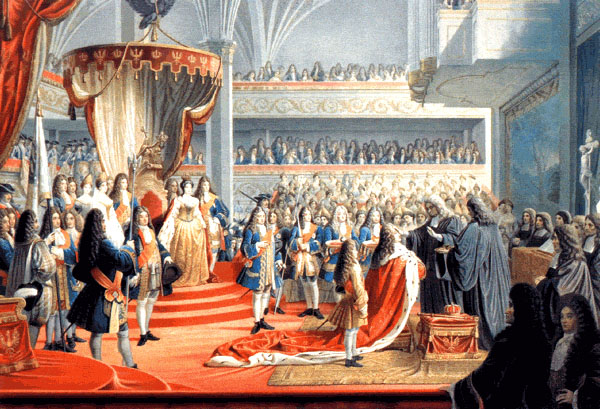
1701年1月，腓特烈一世于柯尼斯堡加冕为王

1701年，普鲁士公国虽未被波兰国王正式升格为王国，却经神圣罗马皇帝认可获得“普鲁士国王”的头衔。自此普鲁士公爵与勃兰登堡选侯头衔均与普鲁士国王称号一同继承。
由于部分普鲁士领土仍为波兰王国的藩属，因此腓特烈一世仅称“在普鲁士的国王”（König in Preußen），而非“普鲁士的國王”（König von Preußen）。在勃兰登堡和帝国其他霍亨索伦领地中，他依旧为选侯，名义上仍受神圣罗马皇帝管辖。然而至此时哈布斯堡皇帝对帝国内诸侯的控制已大多名存实亡。
勃兰登堡与普鲁士虽法律上属共主邦聯，但实质上两者逐渐视为一体。国王在帝国内仍为勃兰登堡藩侯，直至1806年神圣罗马帝国灭亡。在君主专制时代，许多君主都力图模仿路易十四在凡尔赛宫的奢华统治。
1772年，普鲁士公国正式升格为王国。
| 称呼                     | 生平                                  | 统治始        | 统治终        | 注释                | 王朝     | 肖像                           |
| ------------------------ | ------------------------------------- | ------------- | ------------- | ------------------- | -------- | ------------------------------ |
| 腓特烈一世 - 佣兵王      | 1657年7月11日 – 1713年2月25日（55歲） | 1701年1月18日 | 1713年2月25日 | 腓特烈·威廉之子     | 霍亨索伦 | Frederick I of Prussia         |
| 腓特烈·威廉一世 - 士兵王 | 1688年8月14日 – 1740年5月31日（51歲） | 1713年2月25日 | 1740年5月31日 | 腓特烈一世之子      | 霍亨索伦 | Frederick William I of Prussia |
| 腓特烈二世 - 大帝        | 1712年1月24日 – 1786年8月17日（74歲） | 1740年5月31日 | 1786年8月17日 | 腓特烈·威廉一世之子 | 霍亨索伦 | Frederick II of Prussia        |

#### 普鲁士的国王（1701-1772）

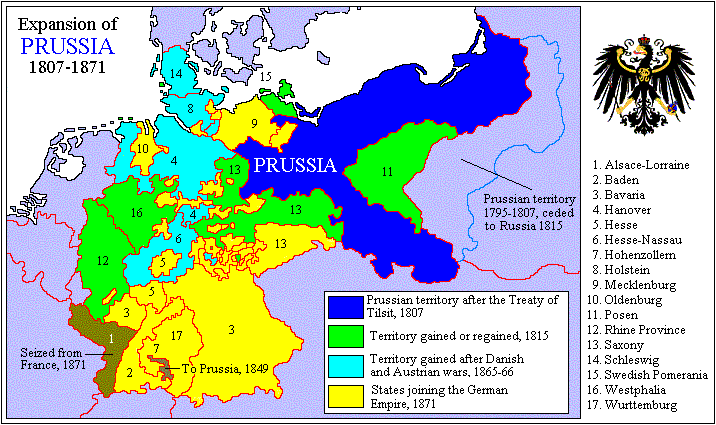
普鲁士的扩张（1807年－1871年）

腓特烈·威廉一世的继承人腓特烈二世通过西里西亚战争获得西里西亚，使普鲁士成为一个欧洲列强。这位国王深受法兰西文化影响，偏好使用法语。
1772年在第一次瓜分波兰中，普鲁士国王腓特烈吞并了邻近的王室普鲁士，即波兰的波美拉尼亚（今格但斯克波美拉尼亚或波美雷利亚）、马尔堡省、海乌姆诺省以及瓦尔米亚主教区，从而连接了其位于普鲁士的东、西领土，并截断了波兰与波罗的海的出海口。
瓦尔米亚被纳入旧普鲁士公爵领内，并于1772年1月31日通过行政命令更名为“东普鲁士”。而维斯瓦河以西的原波兰波美拉尼亚（包括马尔堡、库尔姆）则于1773年组成西普鲁士省，省会设在馬林韋爾德（Marienwerder）。
波兰议会于1772年9月30日批准割让此地，随后腓特烈正式称号改为“普鲁士的國王”。自此普鲁士公爵与勃兰登堡选侯的头衔恒与普鲁士的國王头衔一同持有。
1871年，普鲁士王国成为新成立的德意志帝国的核心成员，其国王亦成为德意志皇帝。
| 称呼              | 生平                                   | 统治始         | 统治终                | 注释 | 王朝     | 肖像                             |
| ----------------- | -------------------------------------- | -------------- | --------------------- | --- | -------- | -------------------------------- |
| 腓特烈二世 - 大帝 | 1712年1月24日 – 1786年8月17日（74歲）  | 1740年5月31日  | 1786年8月17日         | 腓特烈·威廉一世之子                                                                                        | 霍亨索伦 |                                  |
| 腓特烈·威廉二世   | 1744年9月25日 – 1797年11月16日（53歲） | 1786年8月17日  | 1797年11月16日        | 腓特烈二世之侄                                                                                             | 霍亨索伦 | Frederick William II of Prussia  |
| 腓特烈·威廉三世   | 1770年7月3日 – 1840年6月7日（69歲）    | 1797年11月16日 | 1840年6月7日          | 腓特烈·威廉二世之子                                                                                        | 霍亨索伦 | Frederick William III of Prussia |
| 腓特烈·威廉四世   | 1795年10月15日 – 1861年1月2日（65歲）  | 1840年6月7日   | 1861年1月2日          | 腓特烈·威廉三世之子，埃尔福特联盟主席（1849-1850）                                                         | 霍亨索伦 | Frederick William IV of Prussia  |
| 威廉一世          | 1797年3月22日 – 1888年3月9日（90歲）   | 1861年1月2日   | 1888年3月9日          | 腓特烈·威廉四世之弟弟，腓特烈·威廉三世之次子。 兼任北德意志邦聯主席 (1867–1871) 及德意志皇帝 (由1871-1888) | 霍亨索伦 | Wilhelm I of Prussia             |
| 腓特烈三世        | 1831年10月18日 – 1888年6月15日（56歲） | 1888年3月9日   | 1888年6月15日         | 威廉一世之子，兼任德意志皇帝。 唯一普魯士君主在位少於一年                                                  | 霍亨索伦 | Frederick III of Prussia         |
| 威廉二世          | 1859年1月27日 – 1941年6月4日（82歲）   | 1888年6月15日  | 1918年11月28日 (遜位) | 腓特烈三世之子，兼任德意志皇帝。 末代普魯士國王及末代德意志皇帝                                            | 霍亨索伦 | William II of Prussia            |

### 德意志皇帝（1871-1918）

1871年-1918年间德意志帝国内的普鲁士

1871年，德意志帝国正式建立，普鲁士国王威廉一世登上新设立的帝国皇位，从此“普鲁士国王”、“普鲁士公爵”与“勃兰登堡选侯”等头衔恒与“德意志皇帝”这一称号绑定。时任普鲁士宰相的奥托·冯·俾斯麦劝说威廉采用“德意志皇帝”（Deutscher Kaiser）这一称号，而非“德国皇帝”（Kaiser von Deutschland），以示该皇位为诸侯之首（primus inter pares），而非主宰所有德意志邦国。
威廉二世意图建设一支强大的德意志帝国海军以抗衡英国皇家海军。随着奥匈帝国皇储弗朗茨·斐迪南大公于1914年6月28日遇刺，欧洲列强间的联盟体系被激活，引发了第一次世界大战。
战争结束后德意志帝国、沙皇俄国、奥匈帝国与奥斯曼帝国相继瓦解。1918年德国爆发革命，帝国被魏玛共和国取代。皇帝威廉二世与皇储威廉签署退位声明，霍亨索伦王朝的统治宣告终结。

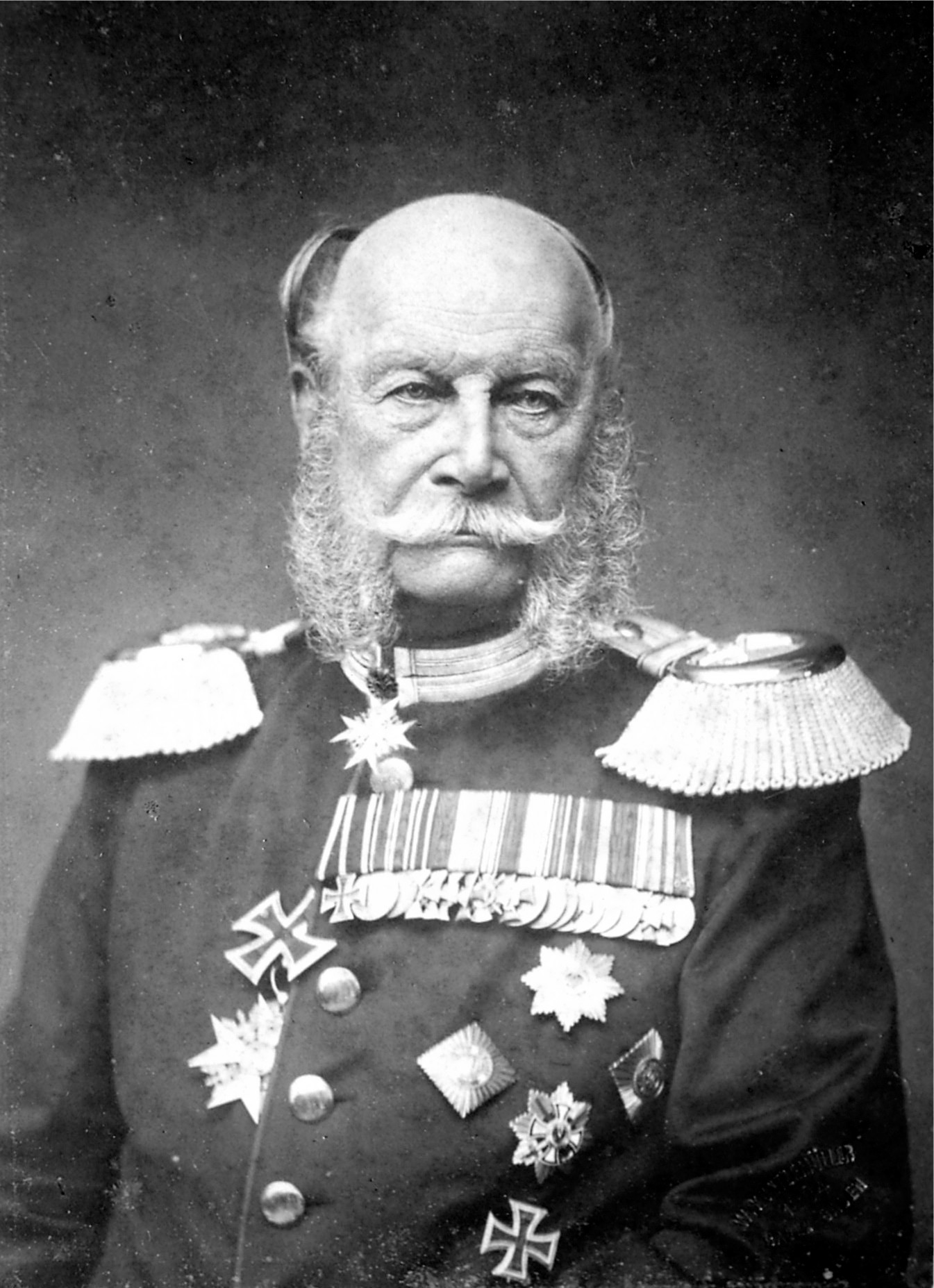
威廉一世（1871-1888年）
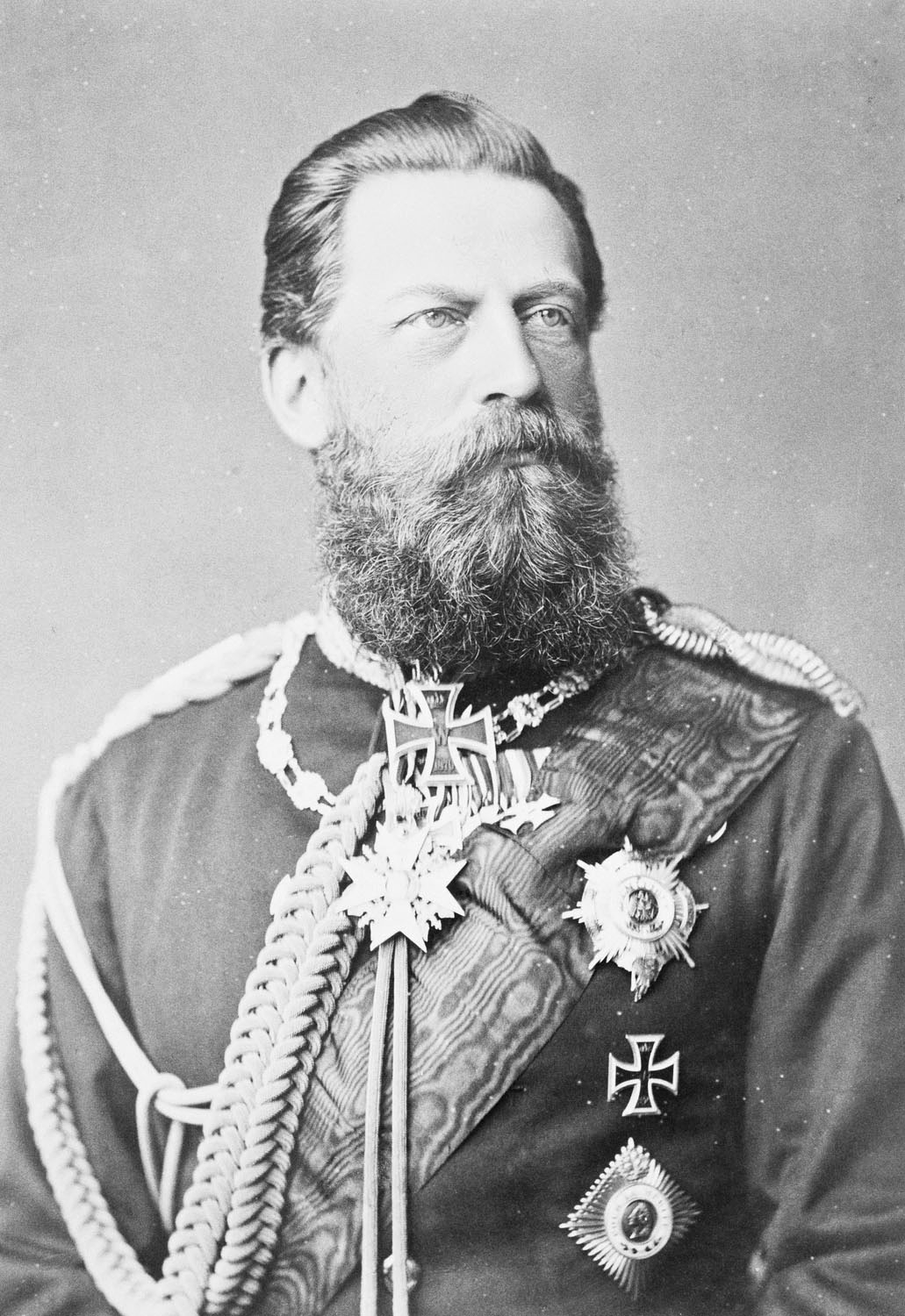
腓特烈三世（1888年）
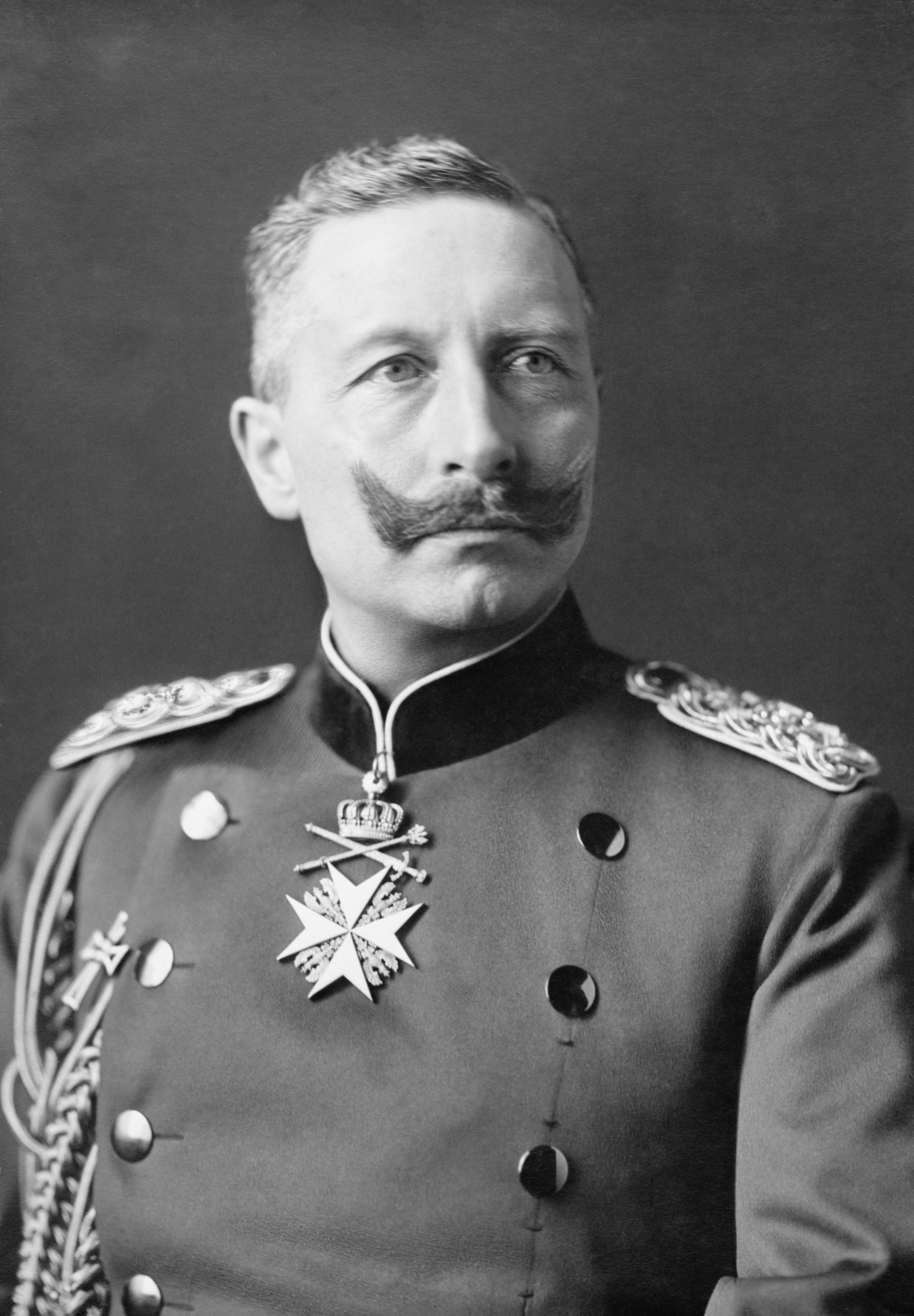
威廉二世（1888-1918年）

### 宗教政策

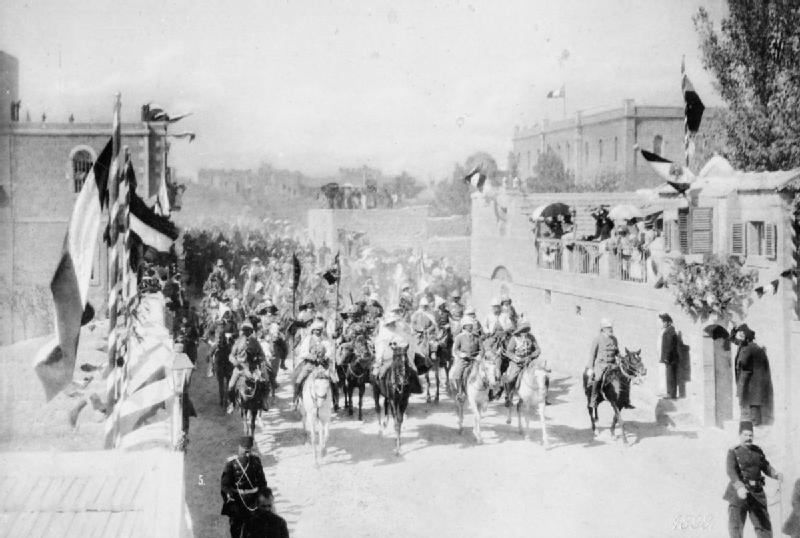
作為“普魯士諸省福音會最高總督”的威廉二世皇帝和皇后奧古斯塔·維多利亞拜謁位於耶路撒冷的路德會救贖主堂（1898年10月31日）

该国的官方宗教体制为“信仰双轨制”。选侯约翰·西吉斯蒙德（Johann Sigismund）的最重要举措之一是自路德宗改宗为加尔文宗。此前，他已在波兰国王的压力下，在普鲁士公国境内实行了天主教徒与新教徒的权利平等。
约翰·西吉斯蒙德或许是在1606年访问海德堡时受到加尔文宗影响，但直到1613年12月25日，他才正式按加尔文礼仪领受圣餐。然而，其在勃兰登堡的大多数臣民，包括其妻子普鲁士的安娜（Anna von Preußen）在内，仍坚定地信奉路德宗。1614年2月，选侯与其加尔文派廷臣制定计划，欲依教隨君定（Cuius regio, eius religio）原则将全体臣民转为加尔文宗，引发强烈抗议，其妻也公开支持路德派。安娜本人亦带来了普鲁士公国的继承权，成为勃兰登堡-普鲁士国家形成过程中的关键。
在巨大压力下，约翰·西吉斯蒙德于1615年放弃强制改宗政策，改为容许臣民依良心自由选择信仰——路德宗或加尔文宗。自此，勃兰登堡-普鲁士成为一个双信仰制国家，而霍亨索伦王室则保持加尔文宗信仰。  
这一制度一直持续至腓特烈·威廉三世（Friedrich Wilhelm III）时期。该君主致力于统一新教教会，以实现礼仪、组织架构与建筑风格的标准化。他的长期目标是将普鲁士所有新教教会置于王权之下。
路德宗与加尔文宗于1817年合并为“普鲁士福音教会”（Evangelische Kirche in Preußen），这一过程伴随着大规模反对运动。国王空前激进的教会整合政策成为普鲁士历史上的重大转折。通过数次敕令，普鲁士联合教会宣告成立，集合了大多数路德宗信徒与少数改革宗信徒。其主要影响是普鲁士政府自此全面掌控教会事务，国王本人被尊为最高主教。  

### 1918年后的继承

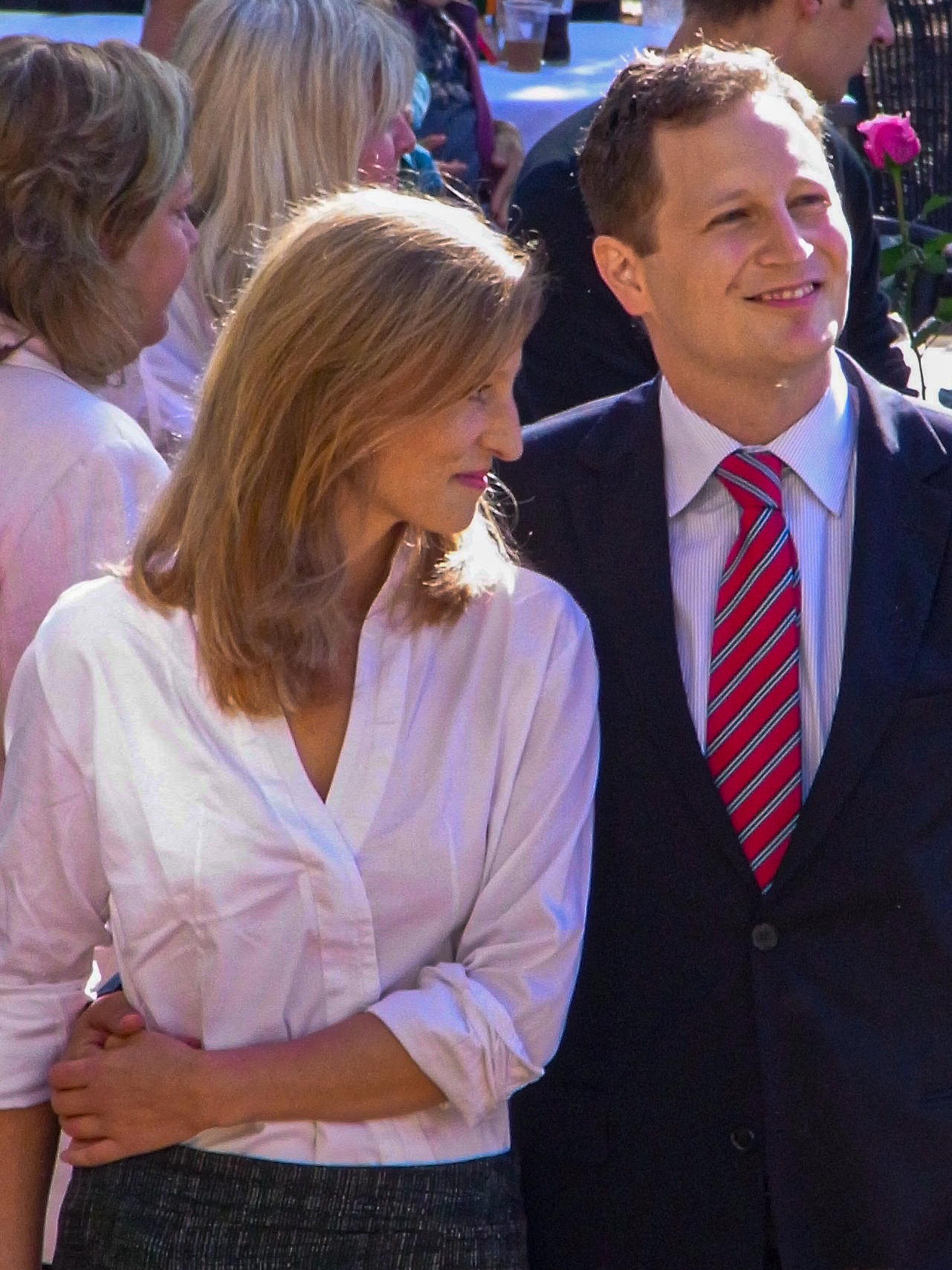
霍亨索伦普鲁士支系家主格奥尔格·弗里德里希与其妻子

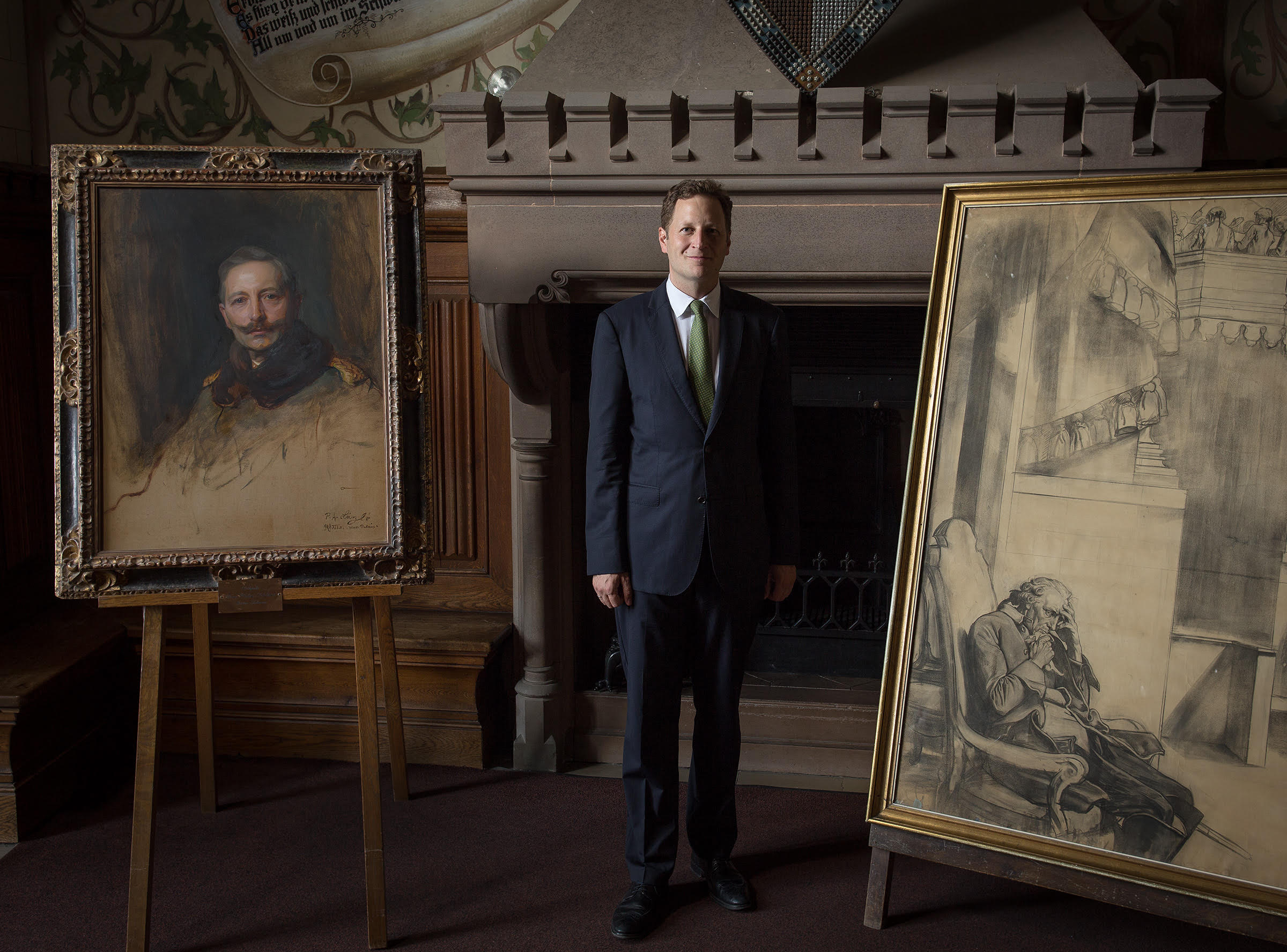
2018年在比辛根霍亨索伦城堡拍摄的格奥尔格·弗里德里希亲王

1926年6月，关于不补偿征收德国前统治王室财产的公投失败，霍亨索伦家族的经济状况由此大为改善。国家与家族达成的和解协议将采琪莲霍夫宫划归国家所有，但保留了王储威廉及其妻的居住权。家族还保有位于柏林的蒙比茹宫、西里西亚的奥莱希尼察宫、赖因斯贝格宫、施韦特宫以及其他一些不动产直至1945年。
自德国废除君主制以来，根据1949年施行的德意志联邦共和国基本法，霍亨索伦家族不再享有任何帝国或王室特权的法定承认，该法明确保障共和体制。苏占区的东德共产党政府对所有大地主和工业家实施征收，霍亨索伦家族几乎失去全部资产，仅在西德保留少量公司股份及霍亨索伦城堡。而其在西里西亚的财产被波兰政府没收，荷兰政府也接管了原皇帝流亡地多恩宫。
然而在德国统一之后，家族得以依法要求归还动产，例如艺术收藏与旧王宫的内部陈设。目前关于部分财产返还或赔偿的谈判仍未最终达成。昔日德国皇室的住所柏林宫，于2020年完成重建。柏林宫及其中的洪堡论坛位于柏林市中心。

继承顺序如下：
| 姓名                | 名义统治期    | 与前任的关系         |
| ------------------- | ------------- | -------------------- |
| 威廉二世            | 1918年–1941年 | 退位后自称王位觊觎者 |
| 王储威廉            | 1941年–1951年 | 其子                 |
| 路易·斐迪南         | 1951年–1994年 | 其子                 |
| 格奥尔格·弗里德里希 | 1994年-       | 路易·斐迪南之孙      |
| 卡尔·弗里德里希亲王 |               | 其子（推定继承人）   |

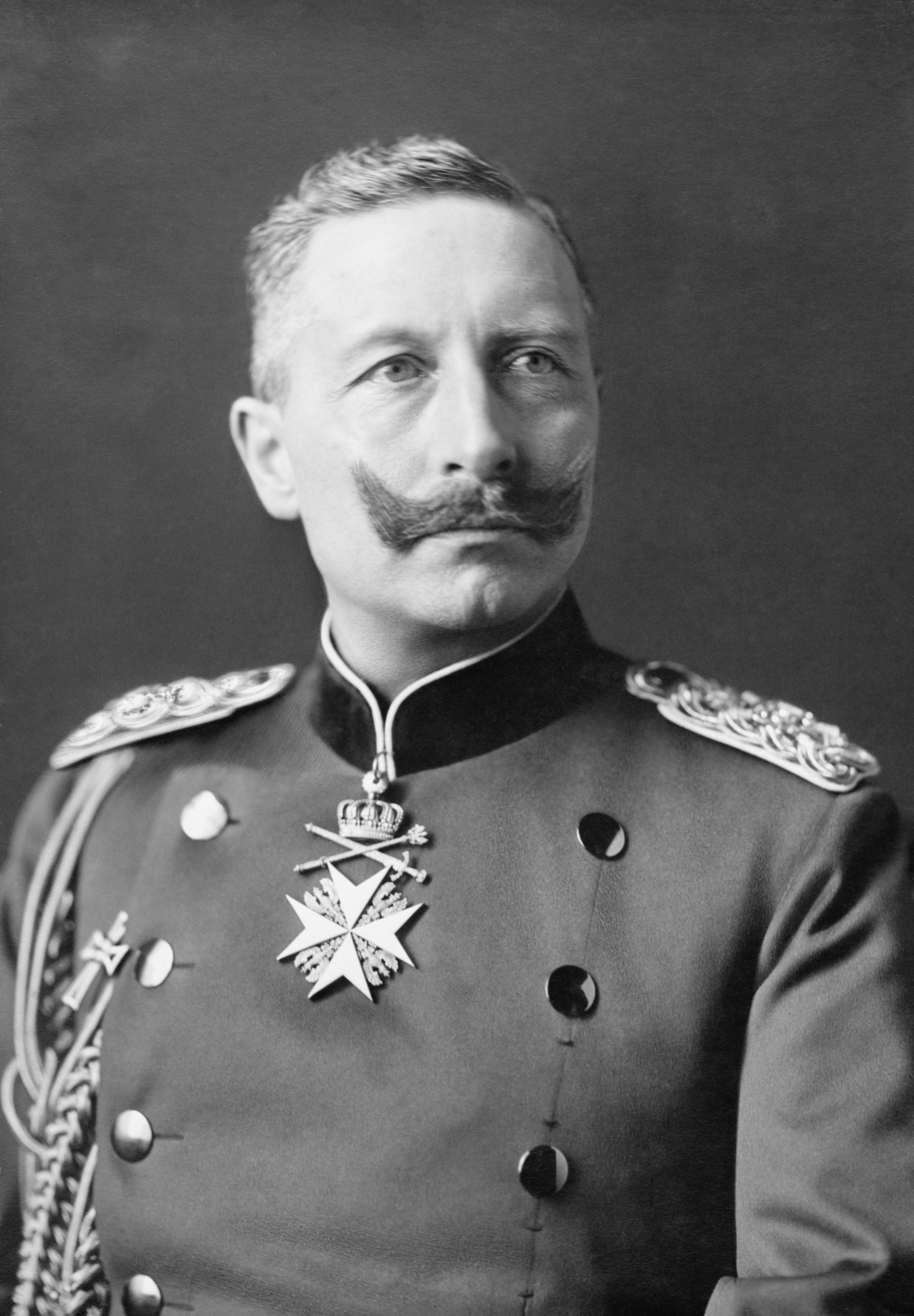
威廉二世，最后一任德国在位君主
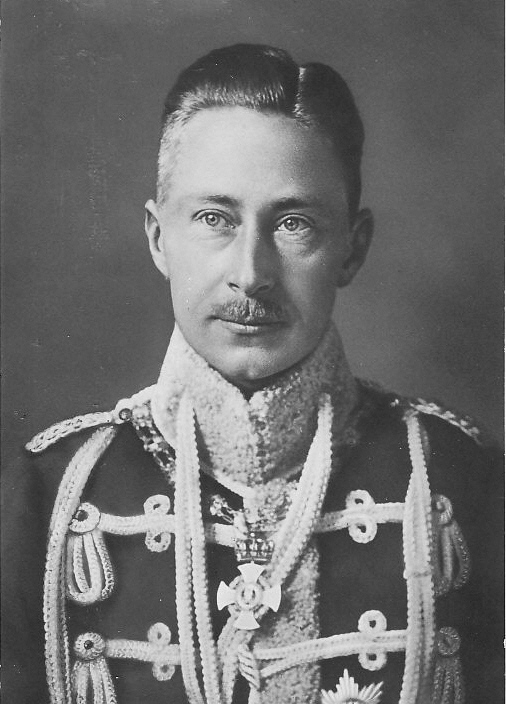
王储威廉
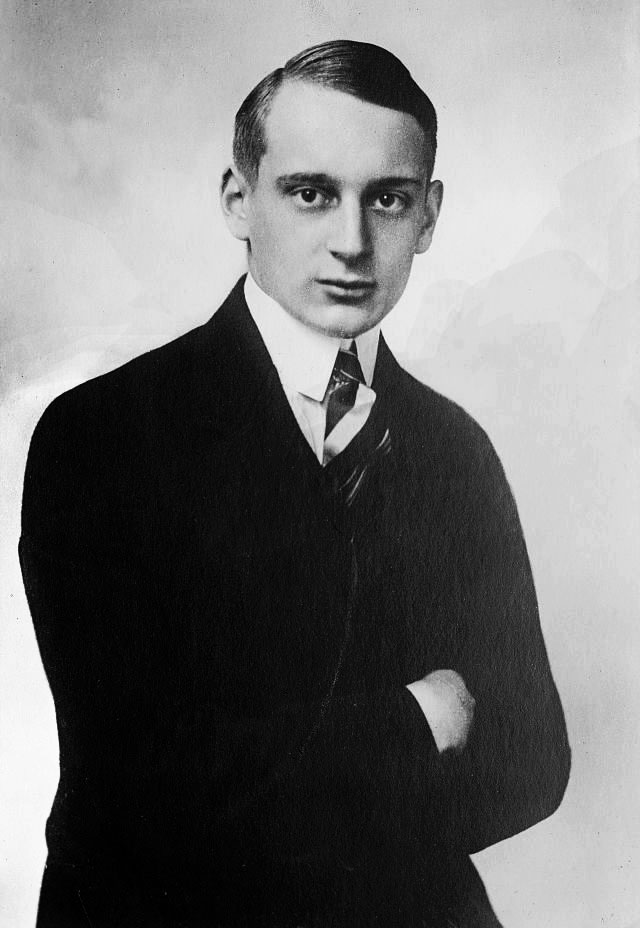
路易·斐迪南
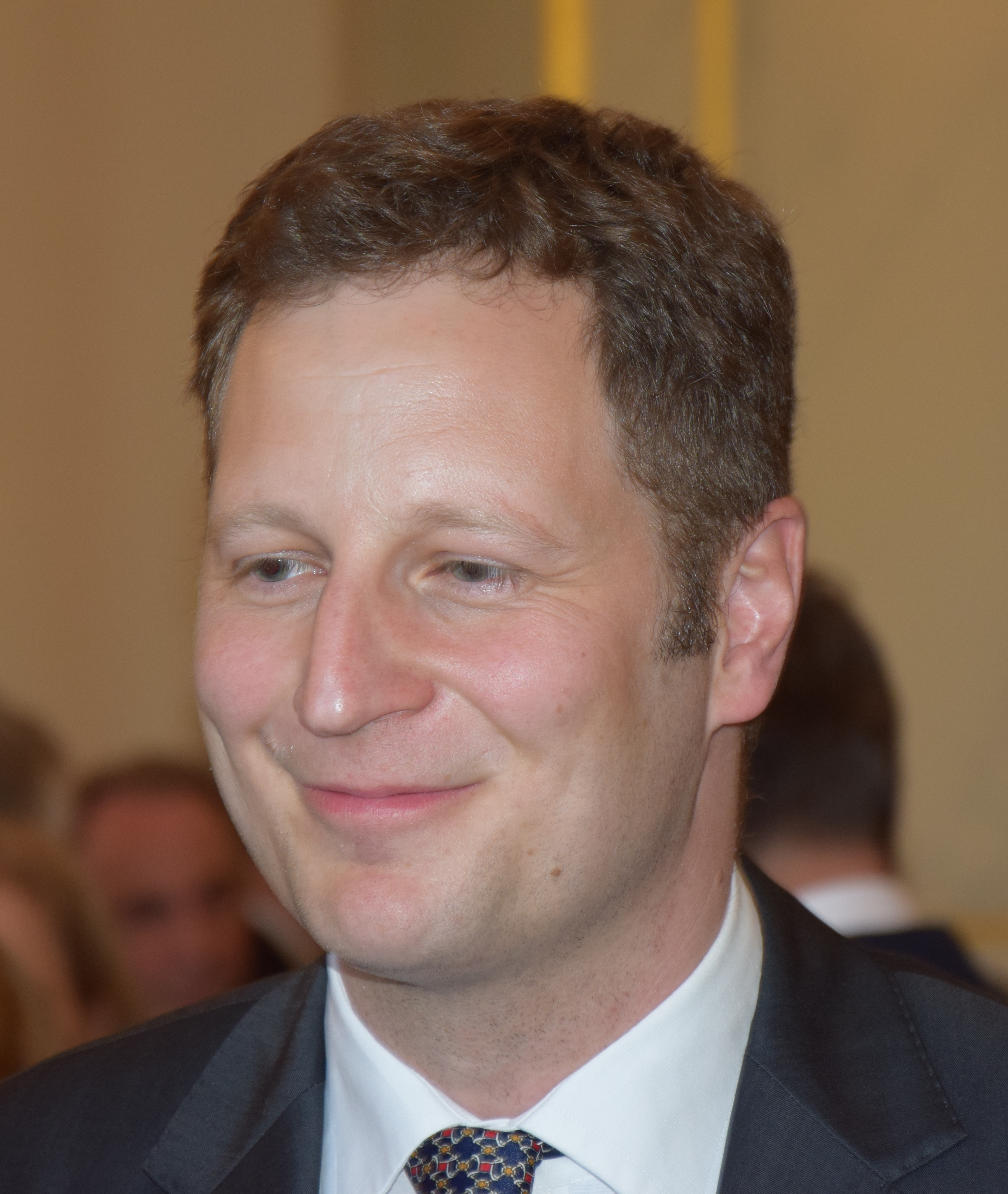
格奥尔格·弗里德里希亲王

该家族家主拥有名义上的普鲁士国王与德意志皇帝称号，并历史上主张对奥兰治亲王头衔拥有权利，该支系成员以“普鲁士亲王”自称。
现任霍亨索伦普鲁士支系家主格奥尔格·弗里德里希亲王于2011年8月27日迎娶伊森堡的索菲公主。2013年1月20日，索菲在不来梅诞下双胞胎儿子卡尔·弗里德里希·弗朗茨·亚历山大与路易·斐迪南·克里斯蒂安·阿尔布雷希特，年长者卡尔·弗里德里希为推定继承人。

## 施瓦本系
霍亨索倫-施瓦本系於16世紀在德意志西南部聲勢頗盛。1535年，伯爵卡爾一世獲奧地利的伯爵領地锡格马林根與費林根施塔特，1552年統轄凡爾施泰因。卡爾一世死後，1576年其二子分割領地，又形成霍亨索倫-黑興根系和霍亨索倫-锡格馬林根系；1623年，兩系都被列為帝國諸侯等級。
1849年兩系均臣服於普魯士。1869年霍亨索倫-黑興根系斷嗣。霍亨索倫-锡格马林根系的卡爾·安東，獲霍亨索倫親王稱號。其長子利奧波德1870年成為西班牙王位候選人，利奧波德對西班牙王位的繼承權問題是普法戰爭的近因之一。次子卡爾在1866年起先後為羅馬尼亞親王、國王，稱卡罗尔一世，直至1914年去世。其侄斐迪南及其後裔統治羅馬尼亞直至1947年罗马尼亚社会主义共和国成立。

### 霍亨索倫-黑興根（1576–1849）

#### 霍亨索倫-黑興根伯爵（1576-1623）
- 艾特爾·腓特烈四世，1576年-1605年
- 約翰·格奧爾格，1605年-1623年

#### 霍亨索倫-黑興根親王（1623-1849）
- 艾特爾·腓特烈五世，1623年-1661年
- 菲利普，1661年-1671年
- 腓特烈·威廉，1671年-1735年
- 腓特烈·路德維希，1735年-1750年
- 約瑟夫·腓特烈·威廉，1750年-1798年
- 赫爾曼，1798年-1810年
- 腓特烈，1810年-1838年
- 康斯坦丁，1838年-1849年

### 霍亨索伦-锡格马林根（1576–1849）

#### 霍亨索伦-锡格马林根伯爵（1576-1623）
- 卡爾二世，1576年–1606年
- 約翰，1606–1623年

#### 霍亨索倫-锡格马林根親王（1623-1849）

1850年霍亨索伦-锡格马林根和霍亨索伦-黑兴根合并为普鲁士的霍亨索伦省，虽保留亲王头衔，但行政完全归属普鲁士王国。此地一直是普鲁士的飞地，直到1952年盟军将其拆解，并入新成立的巴登-符腾堡州

- 1850年霍亨索伦-锡格马林根和霍亨索伦-黑兴根合并为普鲁士的霍亨索伦省，虽保留亲王头衔，但行政完全归属普鲁士王国。此地一直是普鲁士的飞地，直到1952年盟军将其拆解，并入新成立的巴登-符腾堡州约翰，1623年–1638年
- 邁因拉德一世，1638年–1681年
- 馬克西米連一世，1681年–1689年
- 邁因拉德二世，1689年–1715年
- 約瑟夫·腓特烈·恩斯特，1715–1769
- 卡爾·腓特烈，1769年–1785年
- 安東·阿洛伊斯，1785年–1831年
- 卡爾，1831年–1848年

### 1850年後的繼承
1850年後霍亨索倫-锡格马林根被普魯士管轄，親王僅為名義上的頭銜。1866年霍亨索伦-锡格马林根的卡罗尔亲王被选为罗马尼亚联合公国的亲王，并于1881年加冕为罗马尼亚国王卡罗尔一世。
卡罗尔的哥哥利奥波德一世曾在1870年被提议为西班牙国王候选人，此前伊莎贝尔二世于1868年因政变而流亡。尽管俾斯麦鼓励他接受这一王位，但在法国的反对下，利奥波德最终婉拒。然而俾斯麦修改并公开发布了法德兩國討論這一問題的埃姆斯电报，借此制造一个“战争借口”，刺激法国首先对普鲁士宣战，法國最终在普法战争中被俾斯麦领导下的德国击败。
目前锡格马林根支系（霍亨索伦家族施瓦本分支中唯一现存的分支）的家主是卡尔·腓特烈一世，其尊称为“霍亨索伦亲王殿下”，他的官方居所为锡格马林根城堡。
- 卡爾·安東，1869年-1885年
- 利奧波德，1885年-1905年
- 威廉，1905年-1927年
- 弗里德里希，1927年-1965年
- 弗里德里希·威廉，1965年-2010年
- 卡爾·弗里德里希，2010年至今

### 霍亨索倫-海格爾洛赫伯爵（1576–1634和1681–1767）
- 克里斯托夫（Christof von Hohenzollern-Haigerloch，1576年-1592年）
- 約翰·克里斯托夫（Johann Christoph von Hohenzollern-Haigerloch，1592年-1620年）
- 卡爾（Karl von Hohenzollern-Haigerloch，1620年-1634年）

1634年霍亨索倫-海格爾洛赫絕嗣，由霍亨索倫-錫格馬林根繼承爵位。
1681年二次分封如下：
- 弗朗茨·安東（Franz Anton，1681年-1702年）
- 斐迪南·利奧波德·安東（Ferdinand Leopold Anton，1702年-1750年）
- 弗朗茨·安東·克里斯托夫（Franz Anton Christoph，1750年-1767年）

### 罗马尼亚国王（1866-1947）

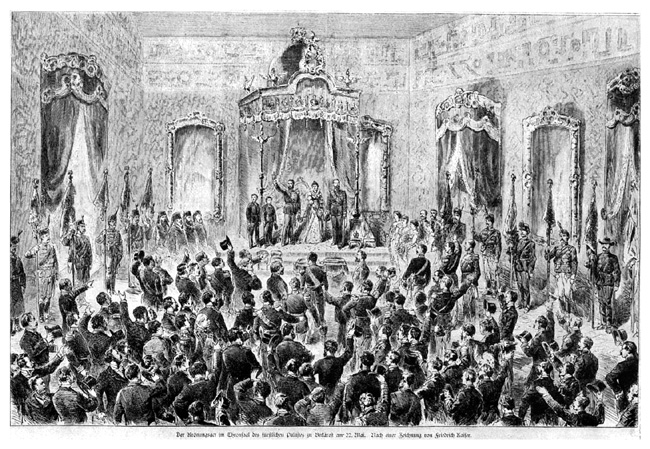
卡罗尔一世在布加勒斯特加冕

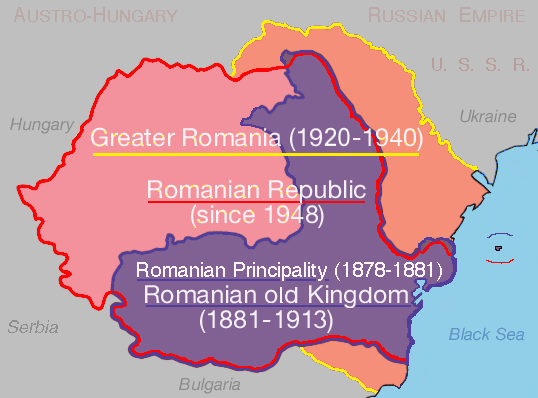
20世纪罗马尼亚领土的演变

罗马尼亚联合公国于1862年建立，此前作为奥斯曼帝国附庸的瓦拉几亚与摩尔达维亚于1859年合并，并由亚历山德鲁·约安·库扎以亲王（Domnitor）身份统治，形成联合统治。1866年，库扎被罗马尼亚议会罢黜。
霍亨索伦-锡格马林根的卡尔亲王于1866年被邀请成为罗马尼亚亲王。1881年，他加冕为罗马尼亚国王卡罗尔一世。卡罗尔一世的独生女早逝，于是其兄利奥波德的次子斐迪南亲王继承王位，于1914年成为国王。其后裔改宗东正教后继续统治，直至1947年君主制被废止。
| 肖像 | 姓名                  | 王朝地位                                   | 在位时间               | 出生   | 逝世   | 婚姻                                             |
| ---- | --------------------- | ------------------------------------------ | ---------------------- | ------ | ------ | ------------------------------------------------ |
|      | 卡罗尔一世            | 霍亨索伦的卡尔·安东亲王之子 1881年前为亲王 | 1866年－1914年         | 1839年 | 1914年 | 維德的伊莉莎白                                   |
|      | 斐迪南一世            | 卡罗尔一世的侄子                           | 1914年－1927年         | 1865年 | 1927年 | 爱丁堡的玛丽                                     |
|      | 米哈伊一世 第一次在位 | 斐迪南一世的孙子                           | 1927年－1930年（摄政） | 1921年 | 2017年 | 波旁-帕爾馬的安娜                                |
|      | 卡罗尔二世            | 斐迪南一世之子                             | 1930年－1940年         | 1893年 | 1953年 | 齐齐·兰布里诺 希臘和丹麥的埃列娜 玛格达·卢佩斯库 |
|      | 米哈伊一世 第二次在位 | 卡罗尔二世之子                             | 1940年－1947年         | 1921年 | 2017年 | 波旁-帕爾馬的安娜                                |

#### 1947年后的继承
1947年，国王米哈伊一世退位，国家改制为社会主义人民共和国。米哈伊本人并未继续主张王位，但他在流亡半个世纪后作为私人公民受邀回国，并得以使用若干王室财产。然而他的王位继承权并未获得后共产党时代的罗马尼亚政府承认。
2011年5月10日，米哈伊一世宣布与霍亨索伦-锡格马林根家族断绝王室与血统上的联系。米哈伊一世于2017年去世后， 米哈伊一世的长女、瑪格麗塔公主，以及卡罗尔二世长孙、保罗王子，均自称罗马尼亚王室家族首領。

## 居所

### 普鲁士支系的宫殿

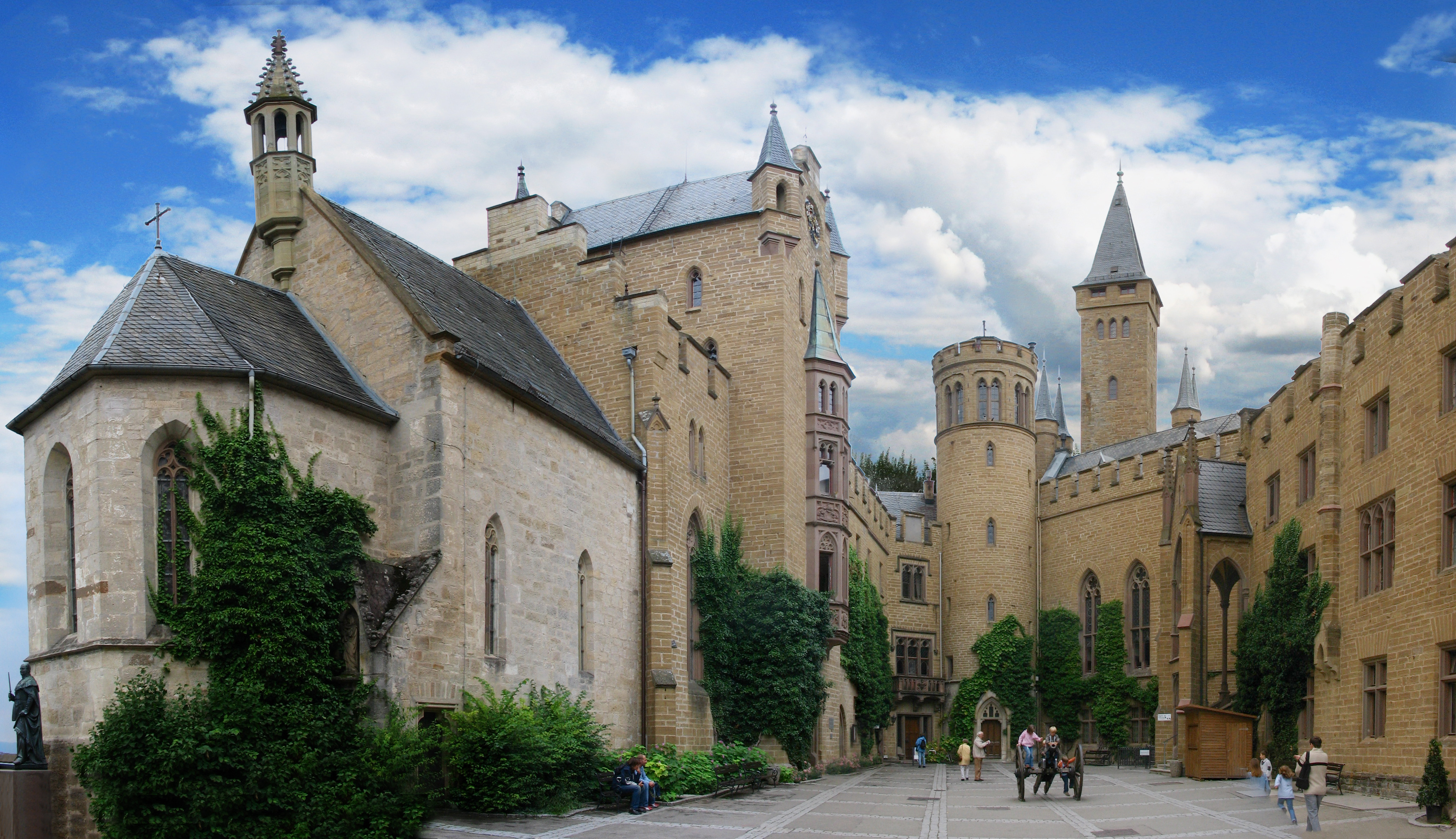
霍亨索伦城堡
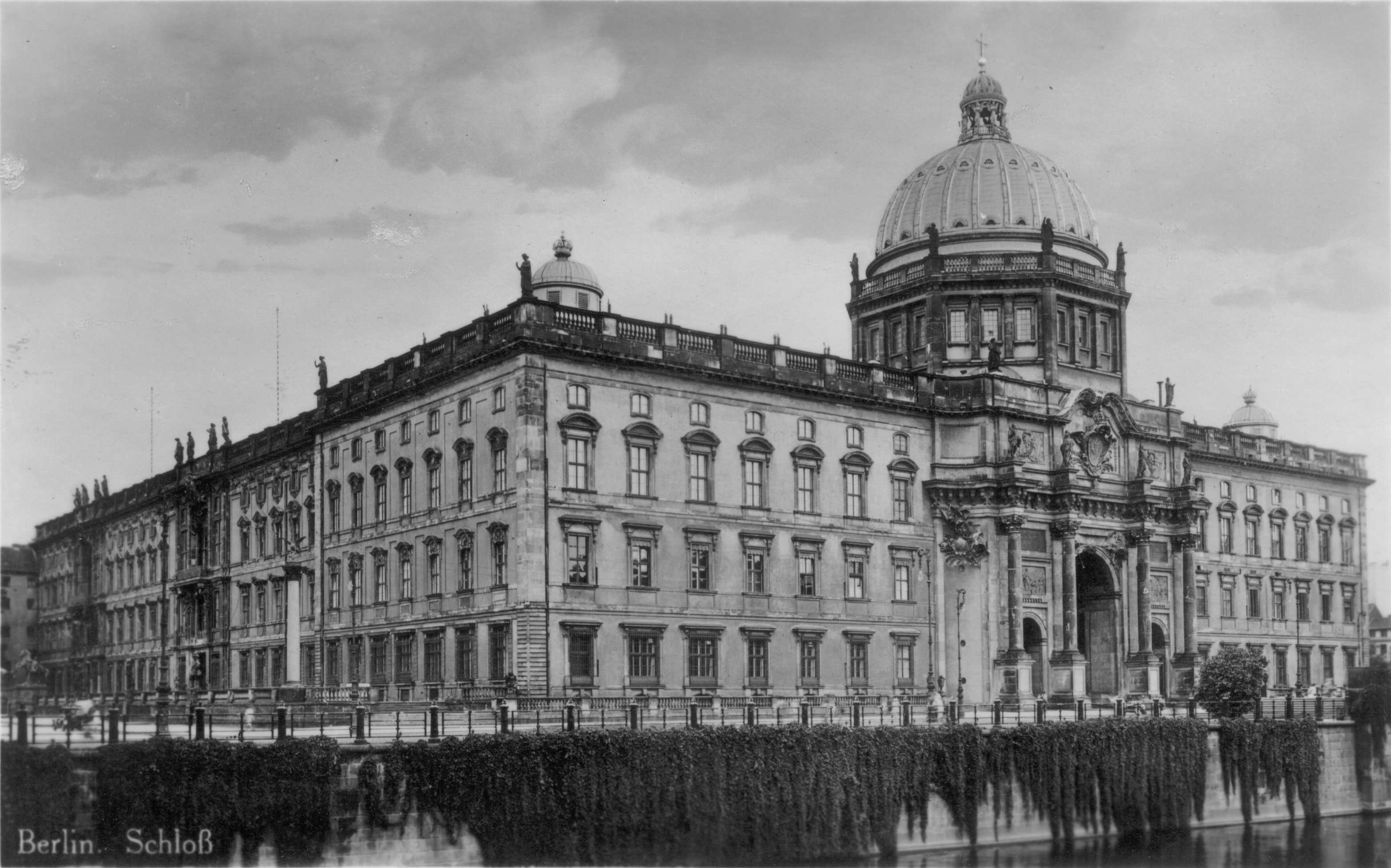
柏林王宫
夏洛滕堡宫（柏林）
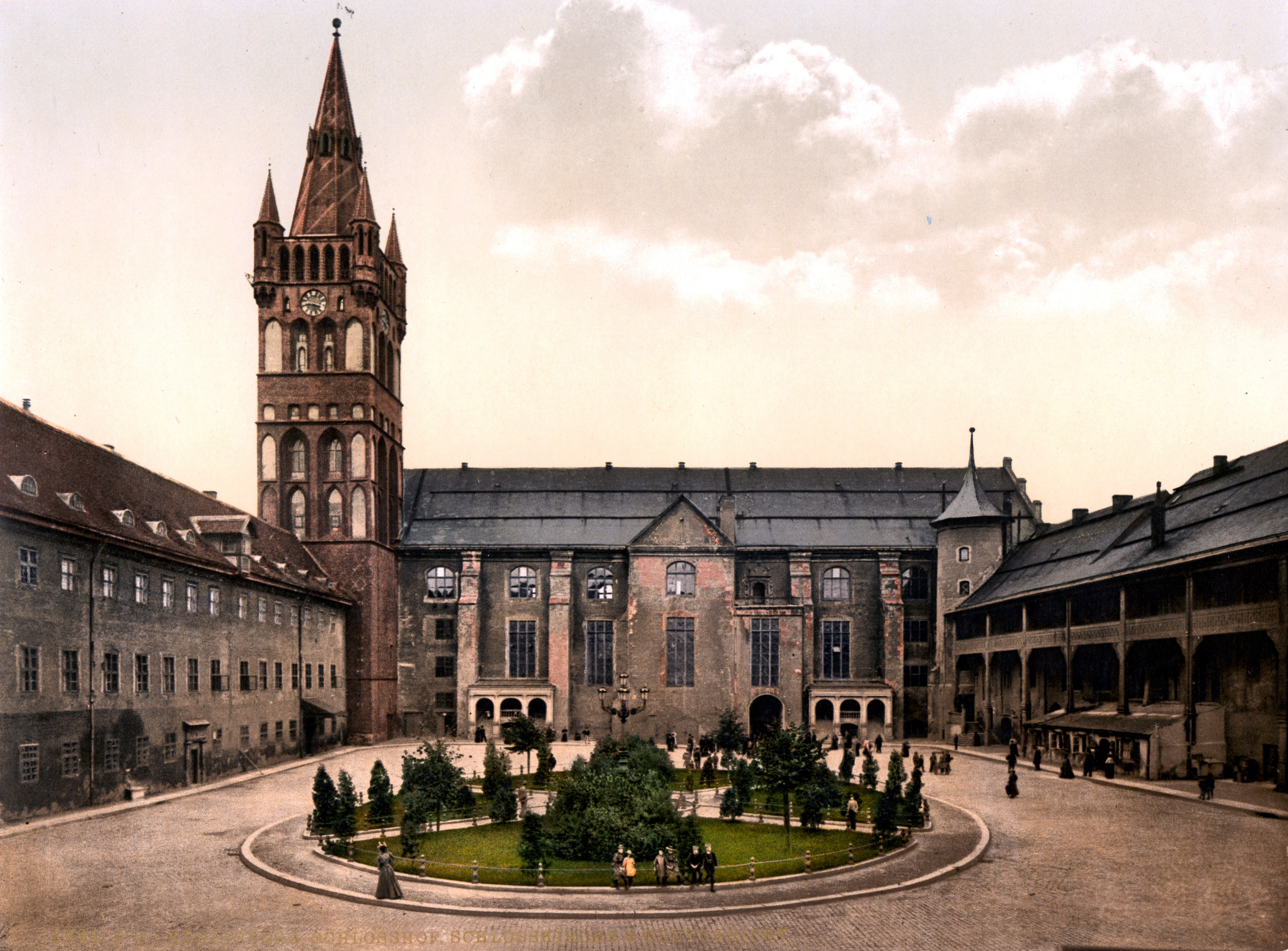
柯尼斯堡城堡（東普鲁士柯尼斯堡）
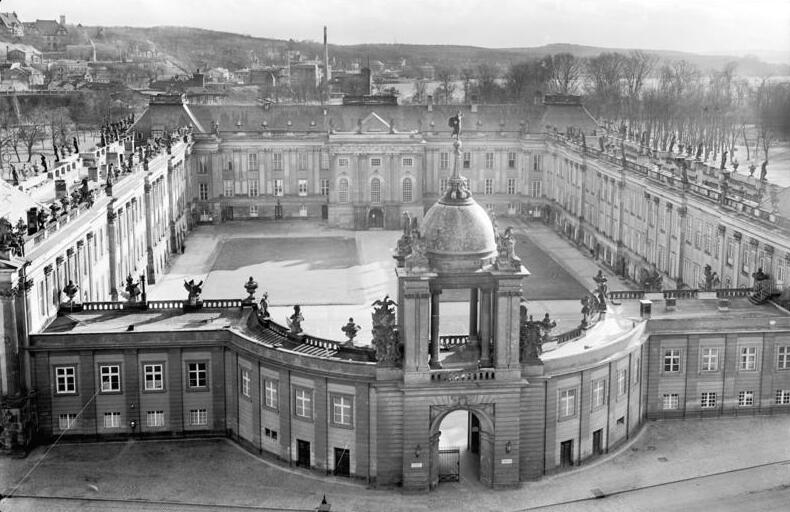
城市宫（波茨坦）
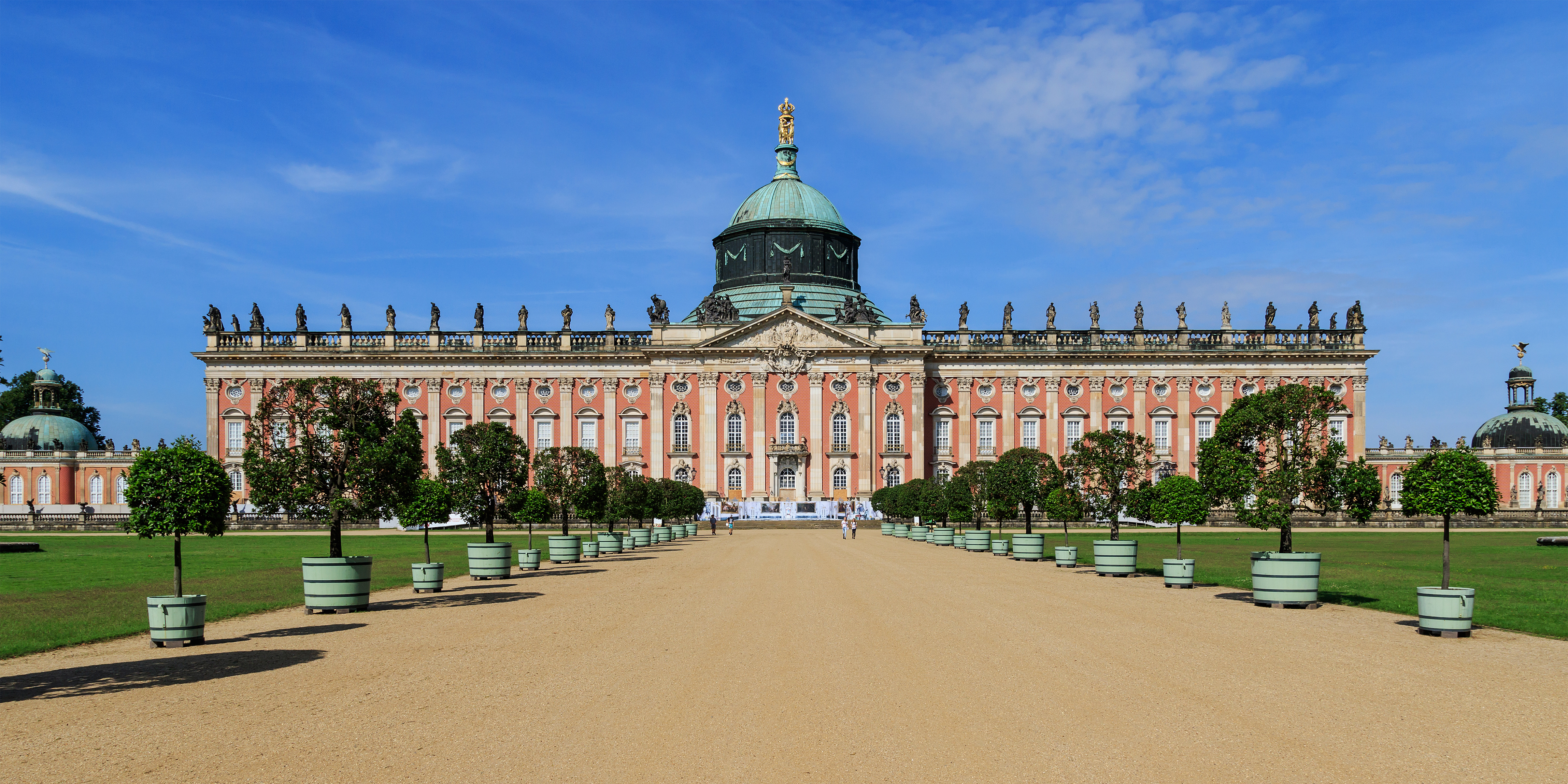
新宫（波茨坦）
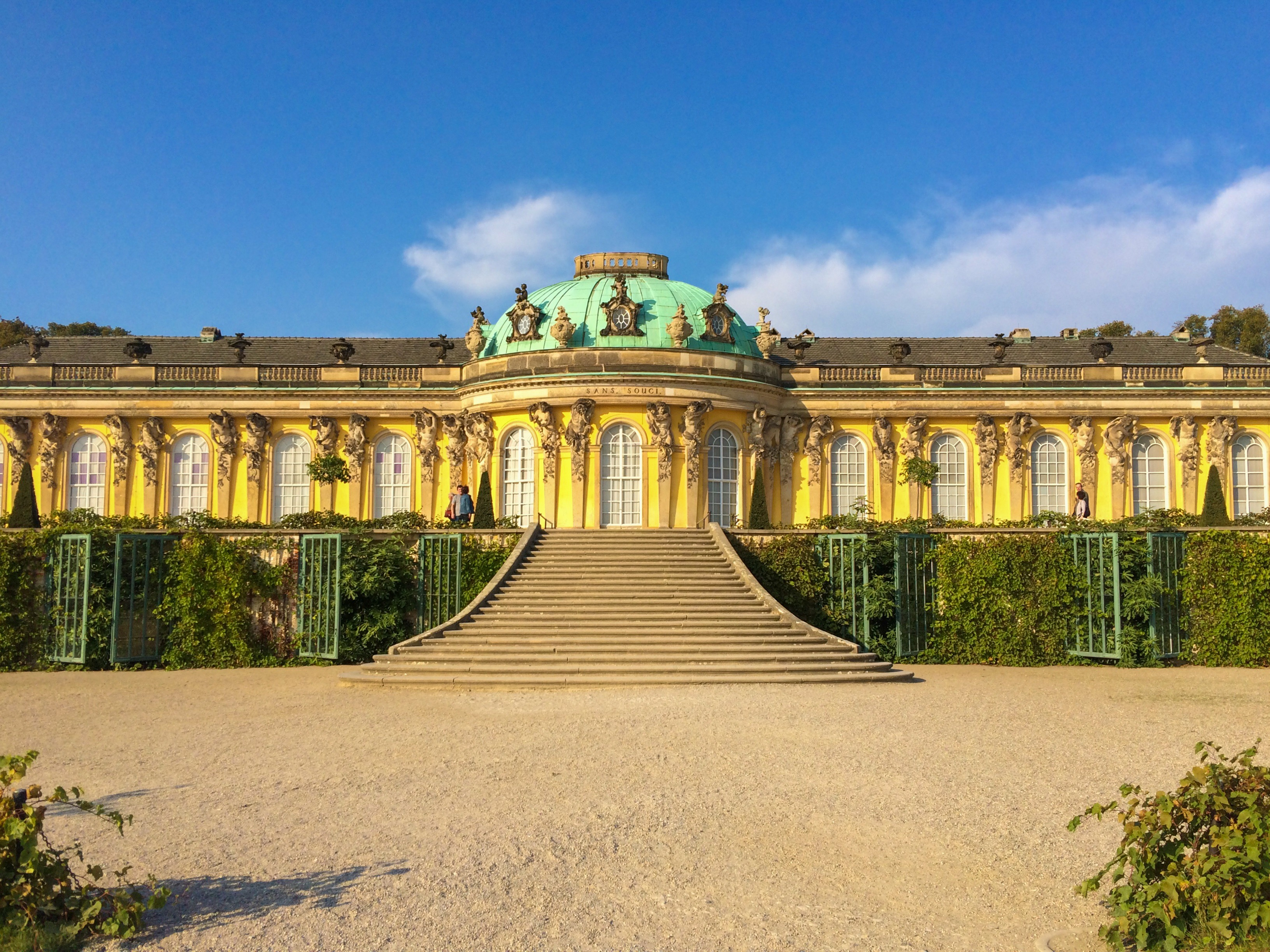
无忧宫（波茨坦）
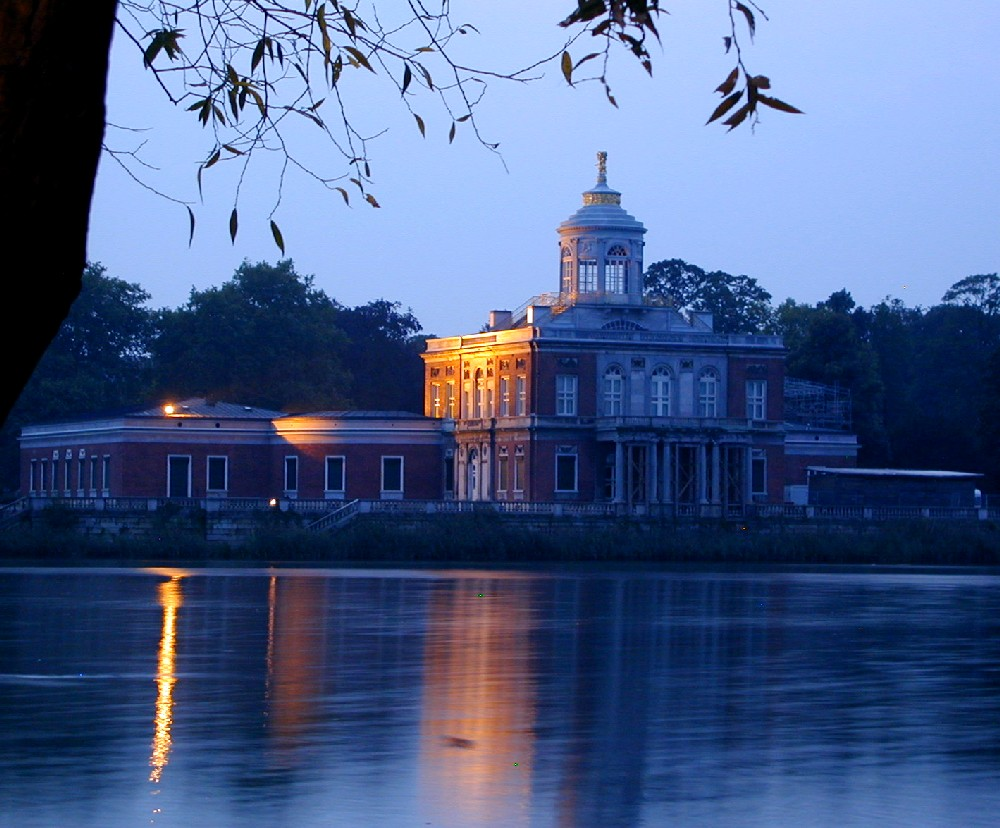
大理石宫（波茨坦）
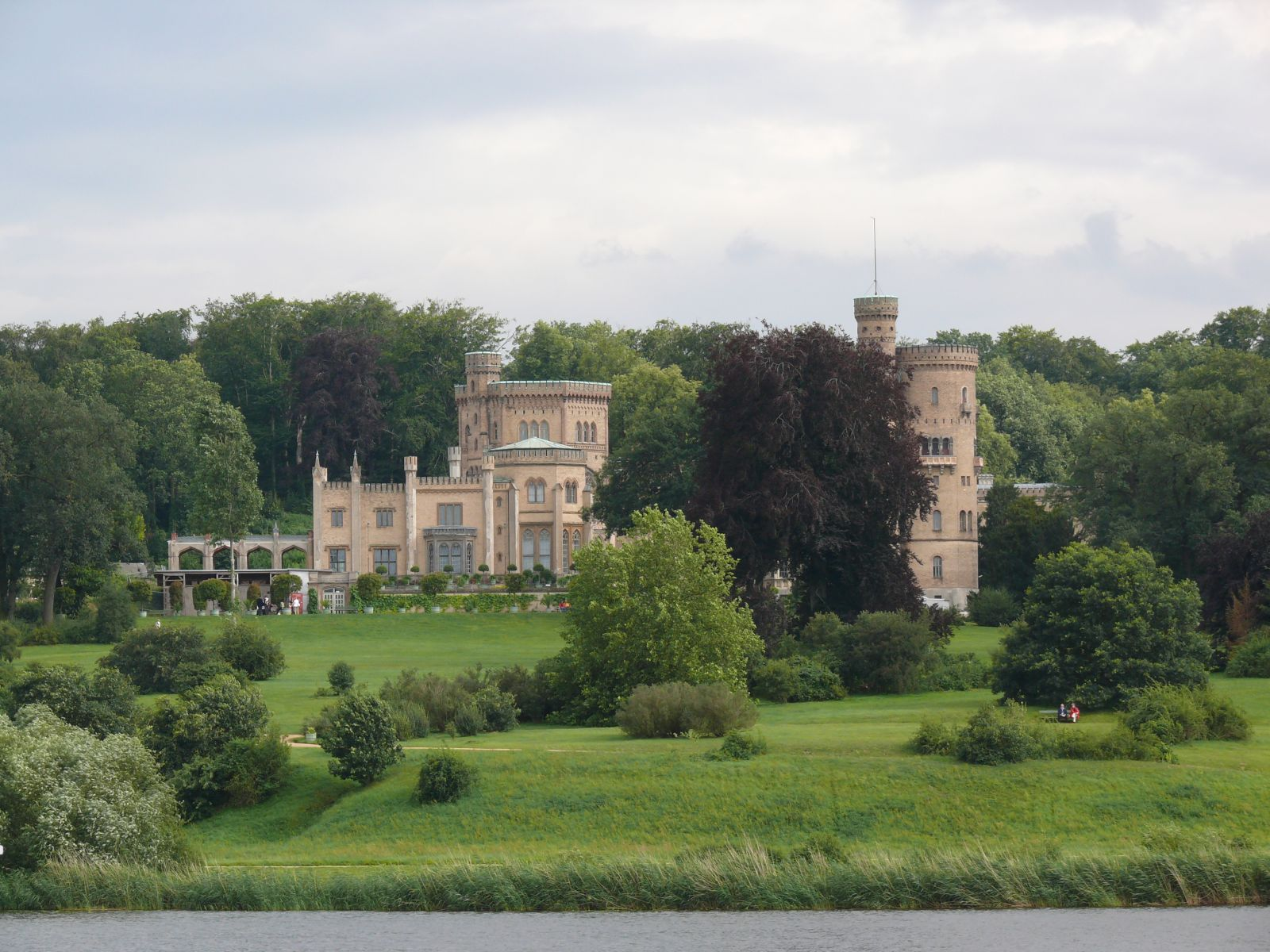
巴伯斯贝格堡（波茨坦）
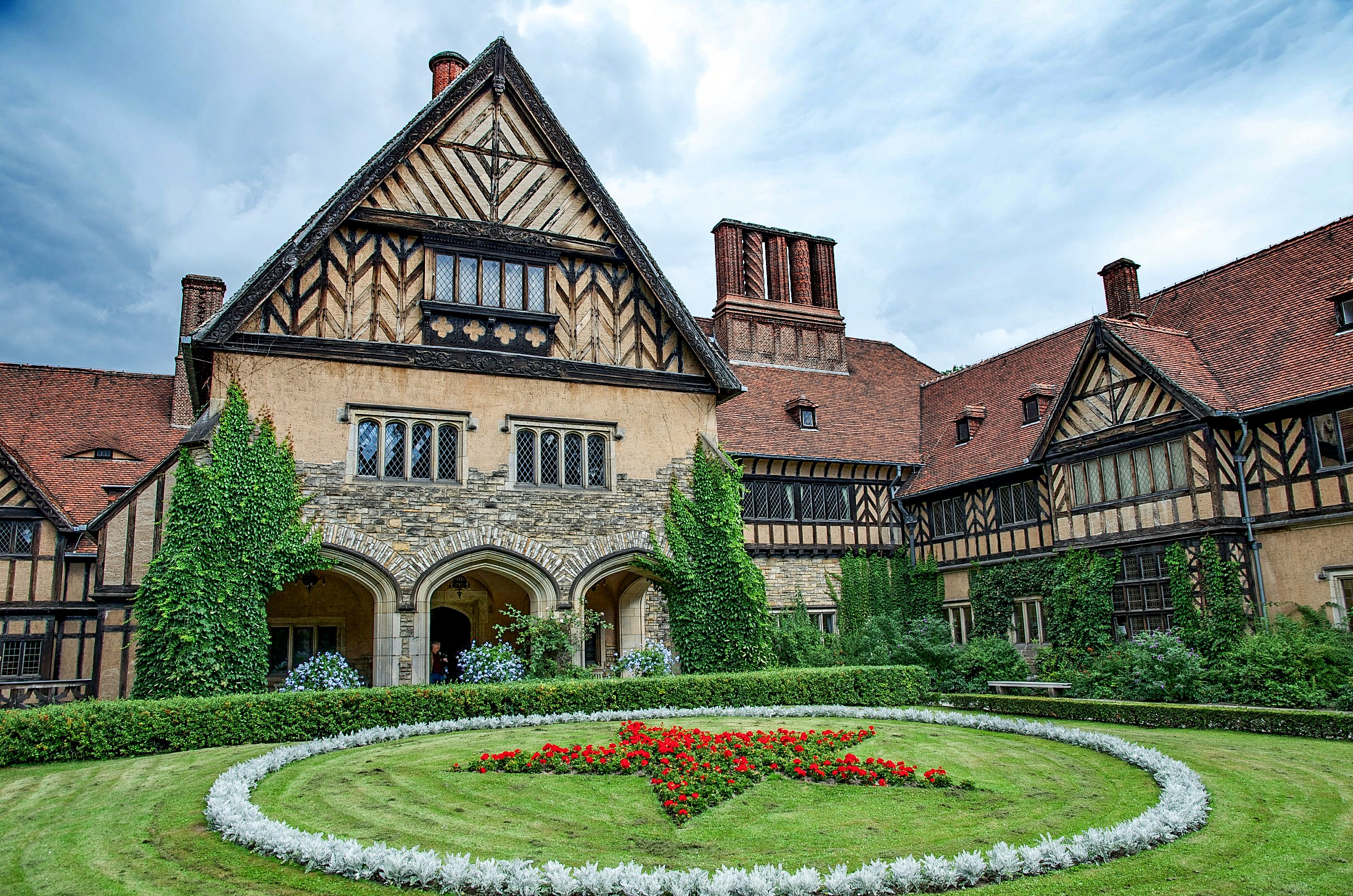
采琪莲霍夫宫（波茨坦）
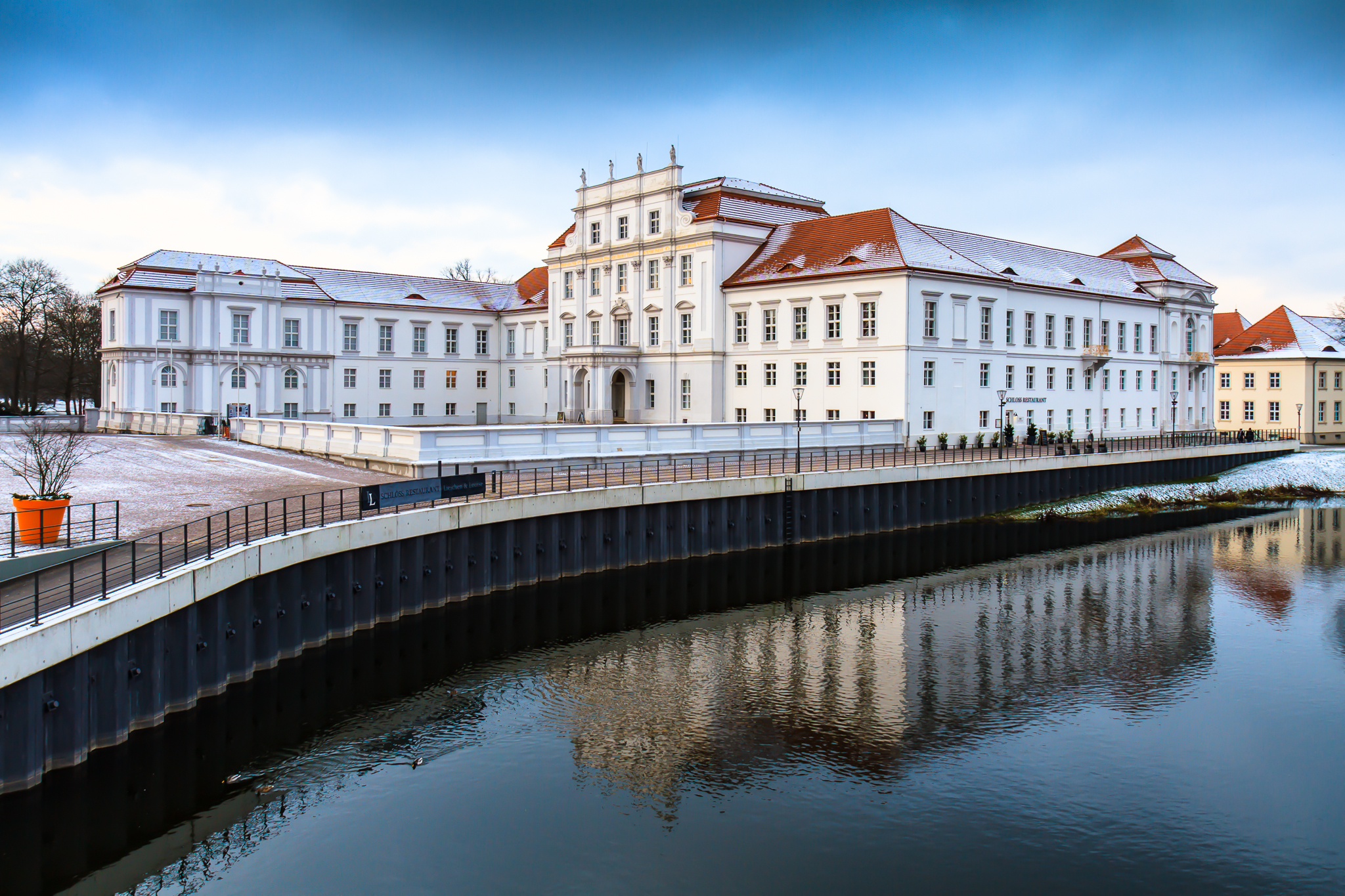
奥拉宁堡宫
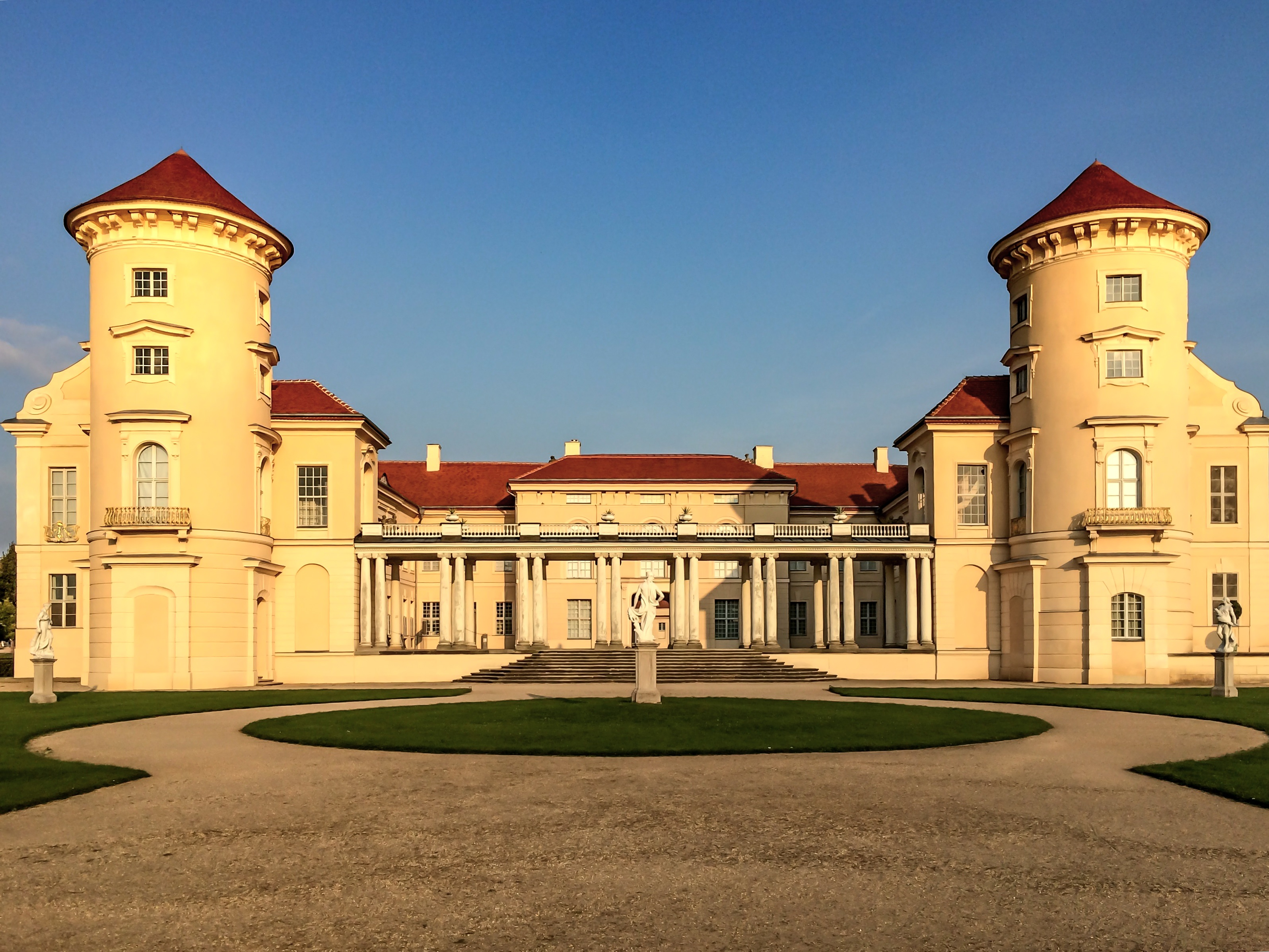
莱茵斯贝格宫
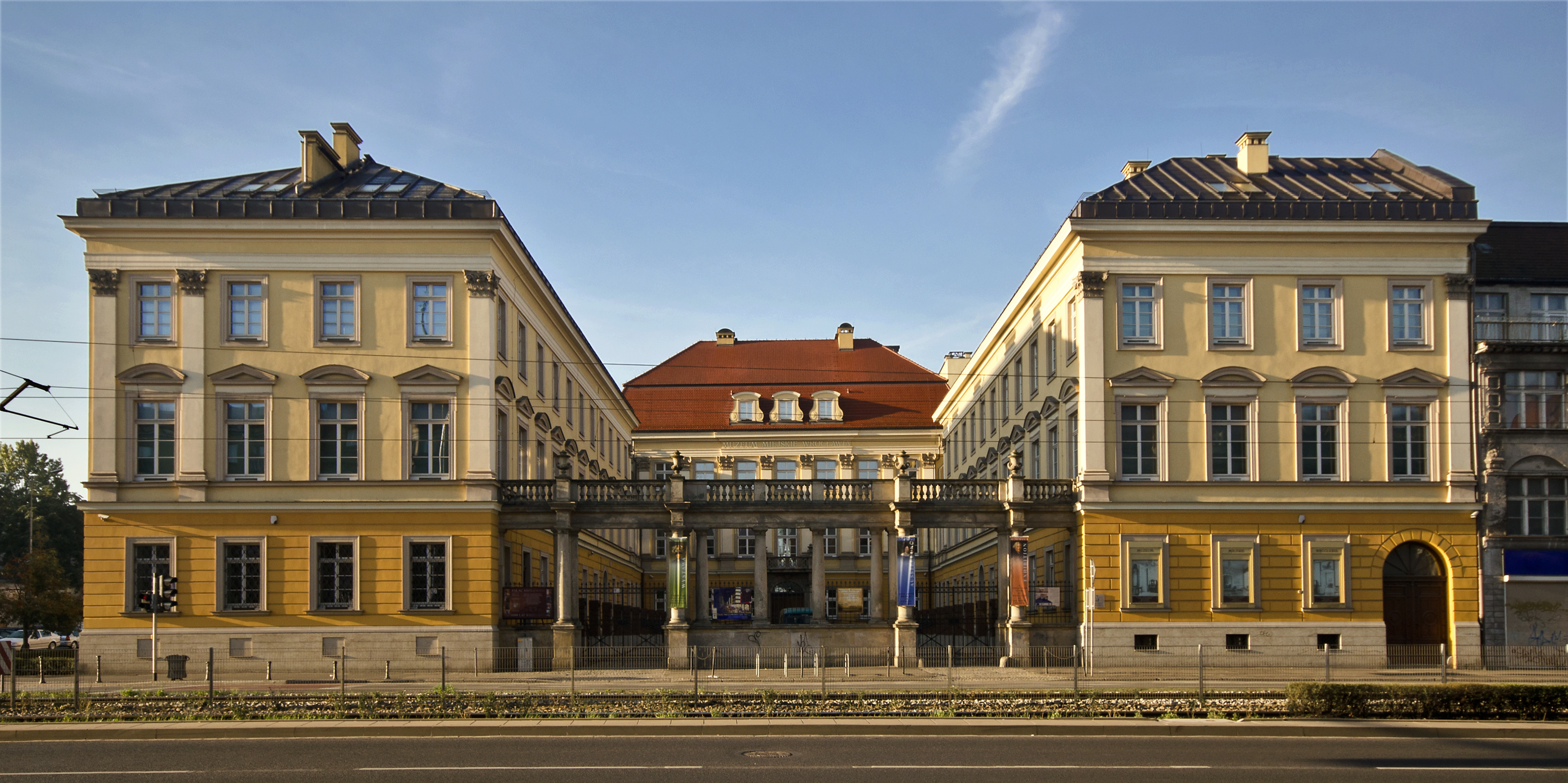
城市宫（西里西亚布雷斯勞）
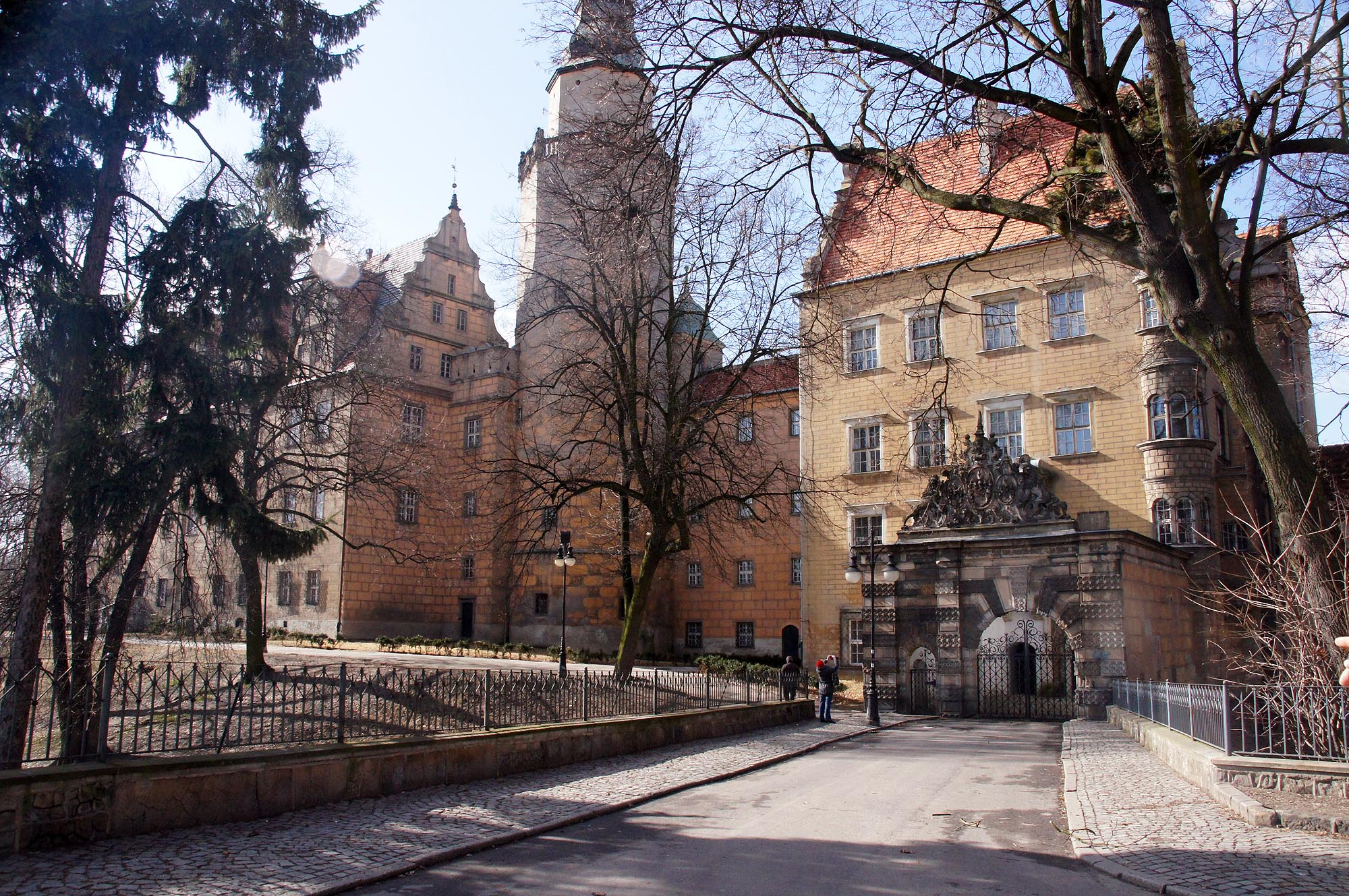
厄尔斯城堡（西里西亚）
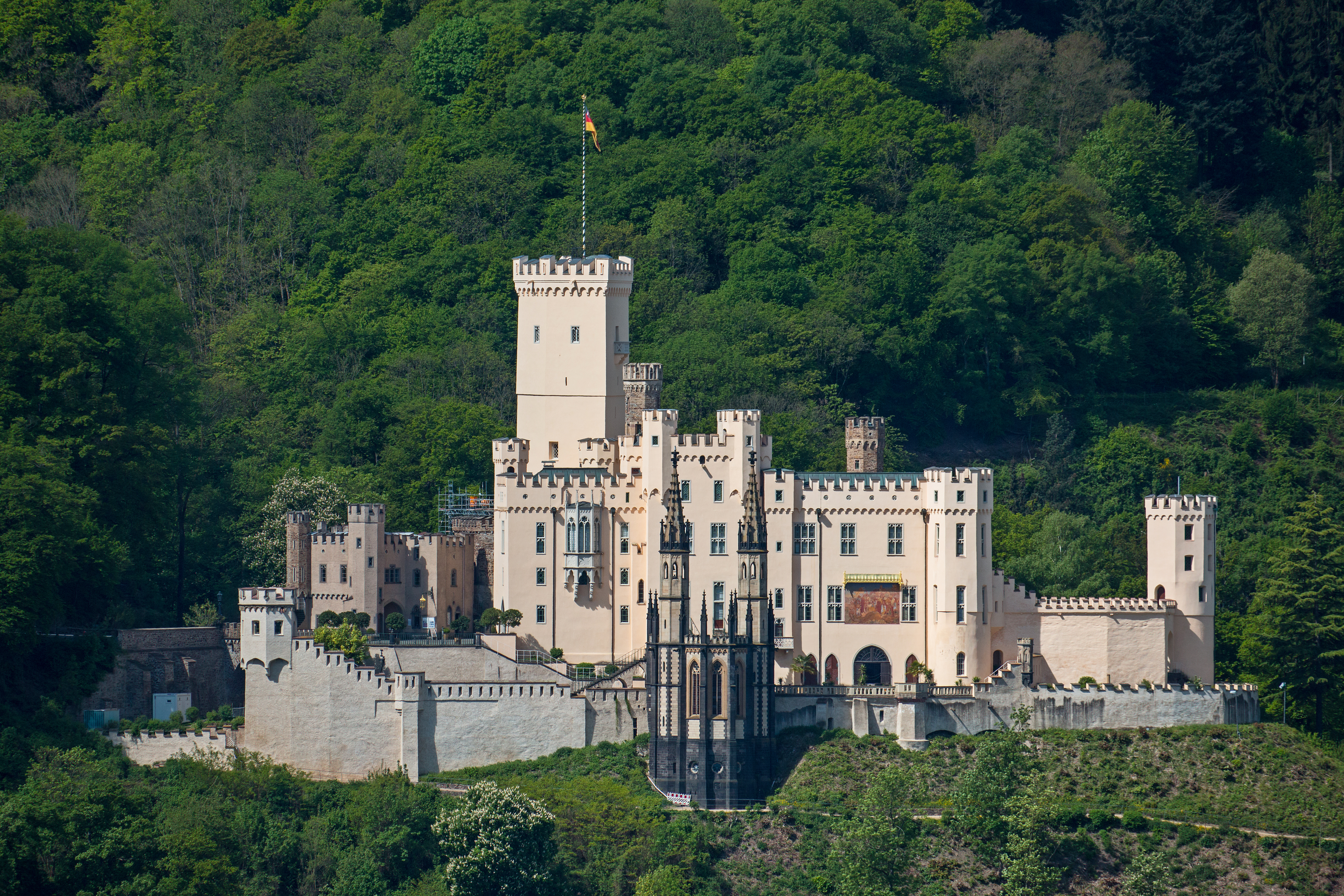
施托尔岑费尔斯城堡（科布伦茨）

### 法兰克尼亚支系的宫殿

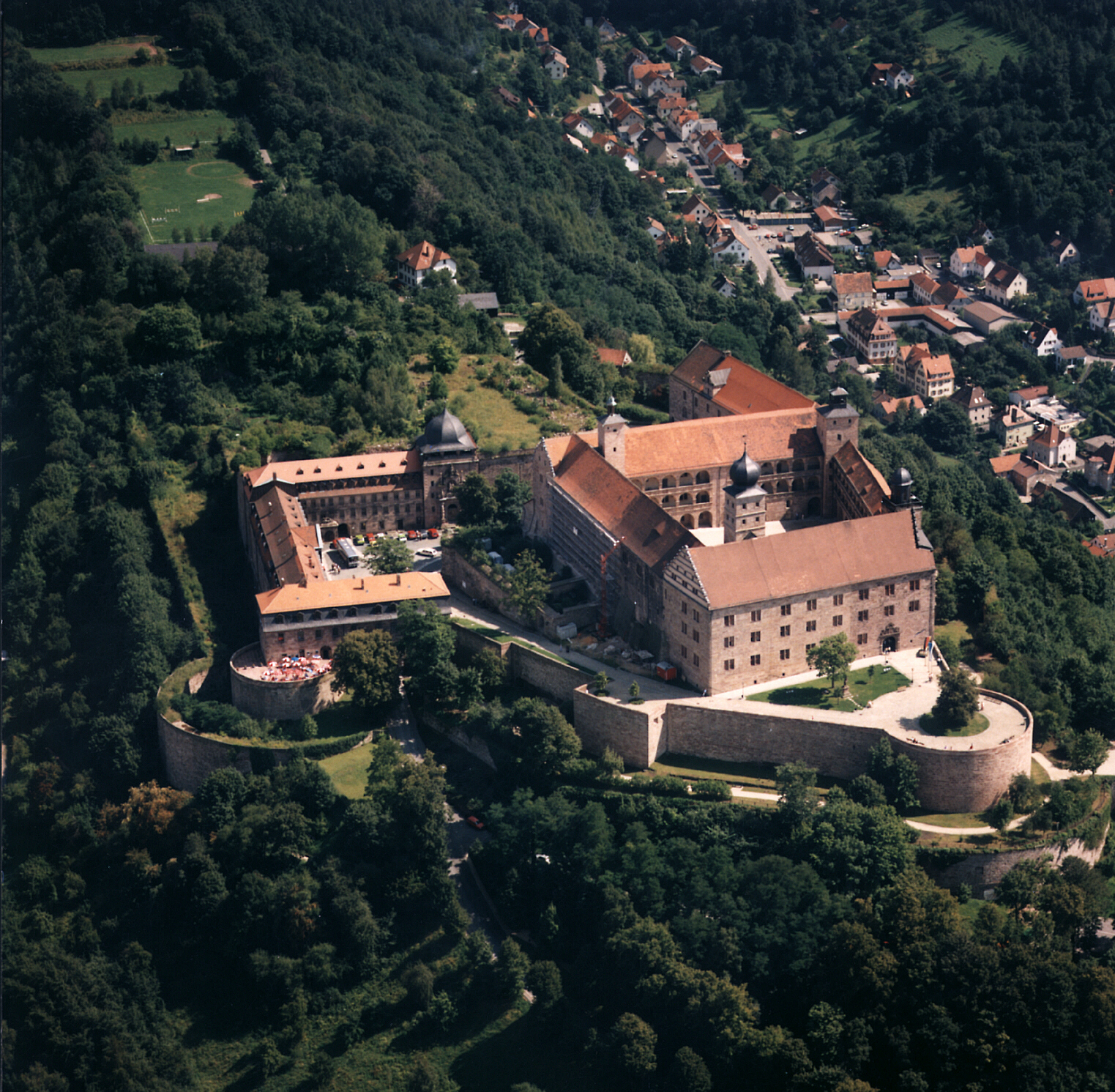
库尔姆巴赫的普拉森堡
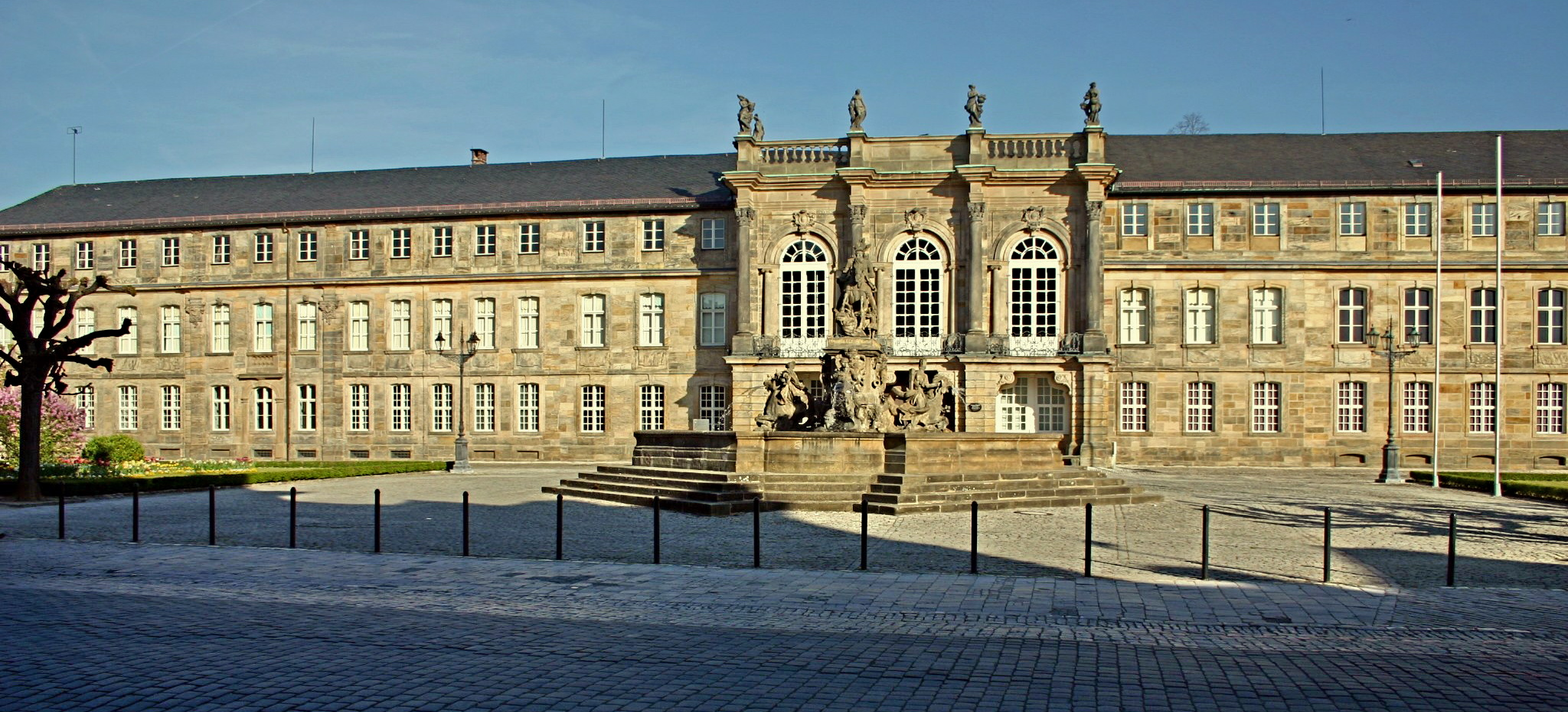
拜罗伊特的新宫
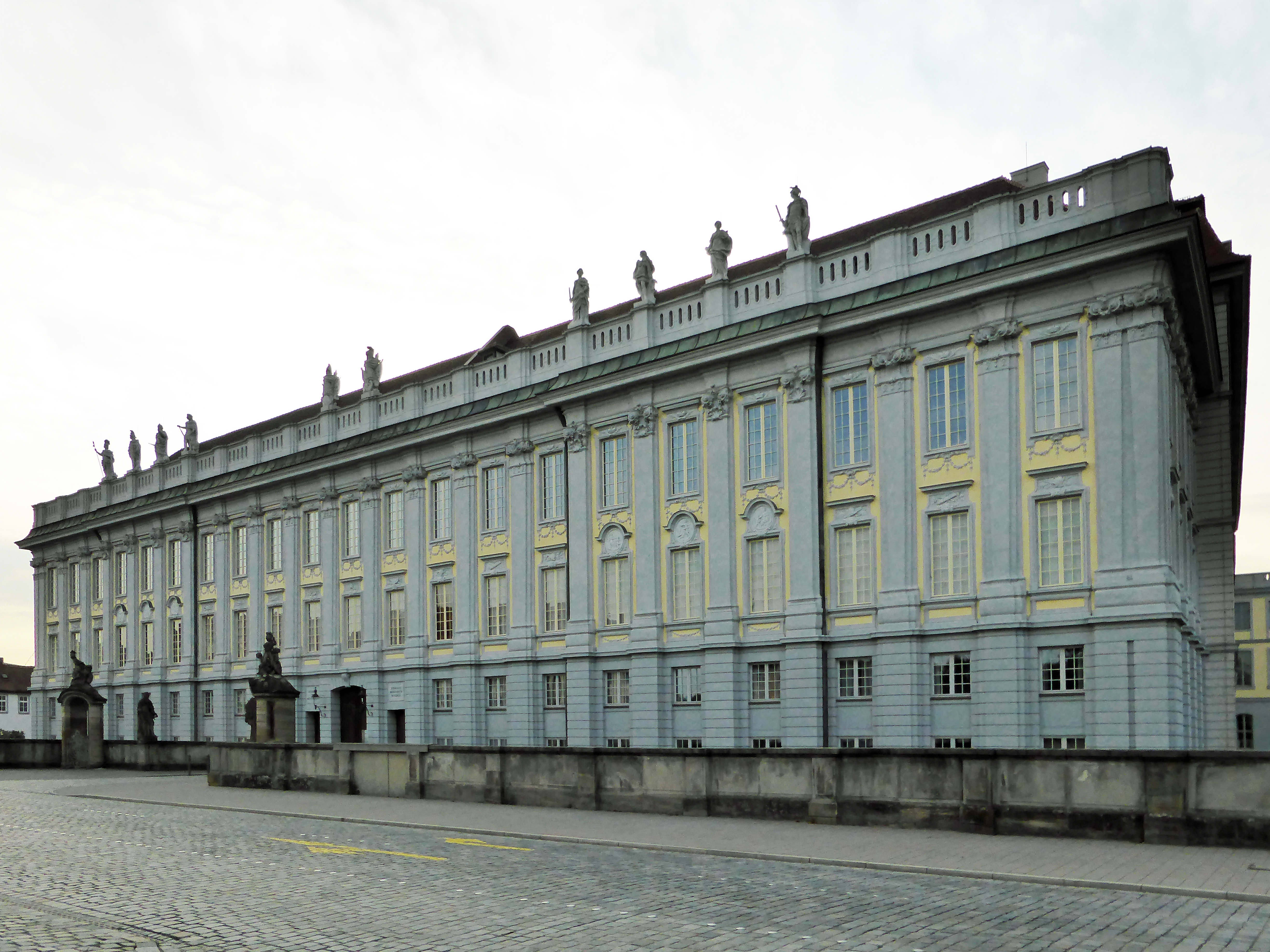
安斯巴赫宫
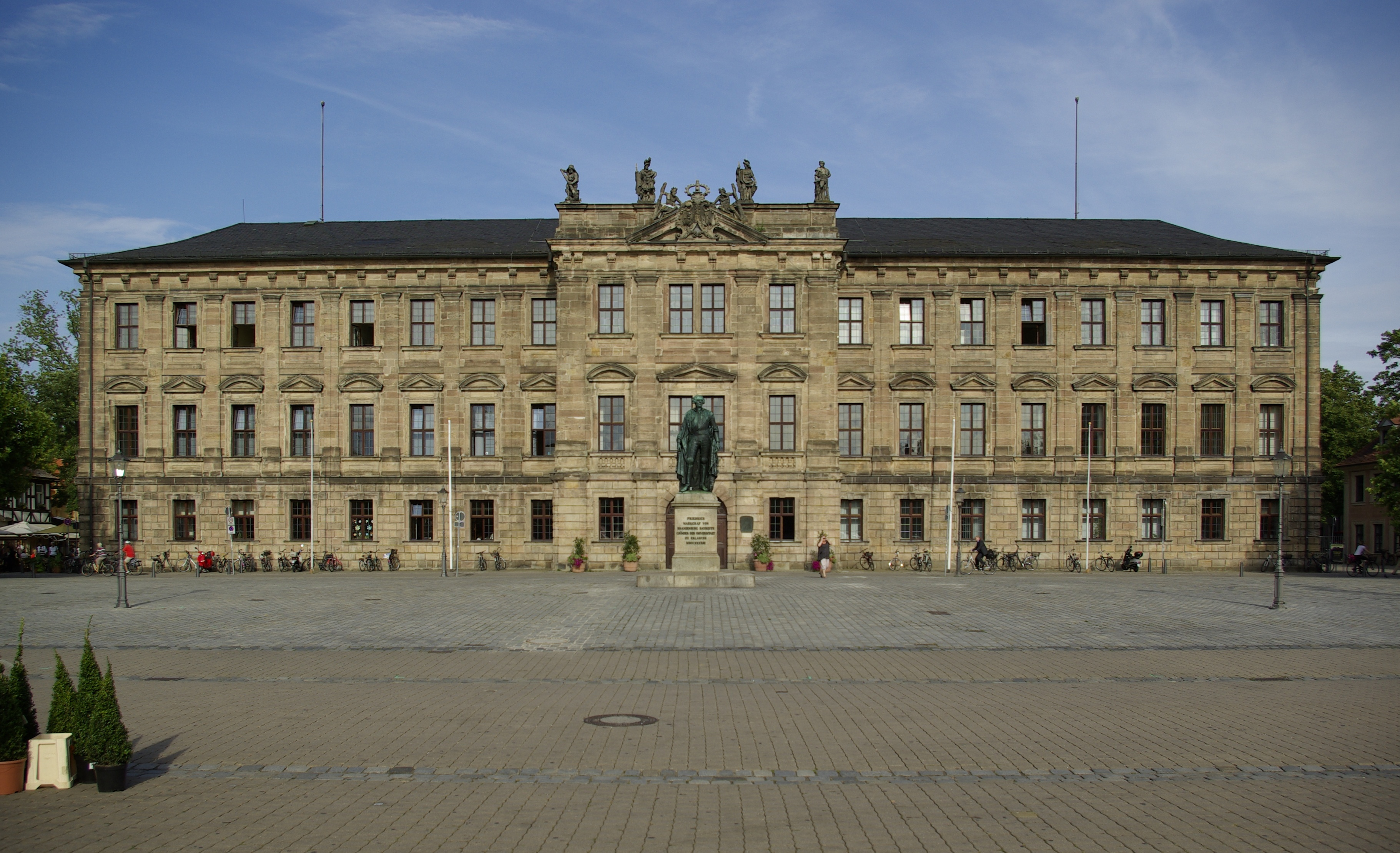
埃尔兰根宫

### 施瓦本支系的宫殿

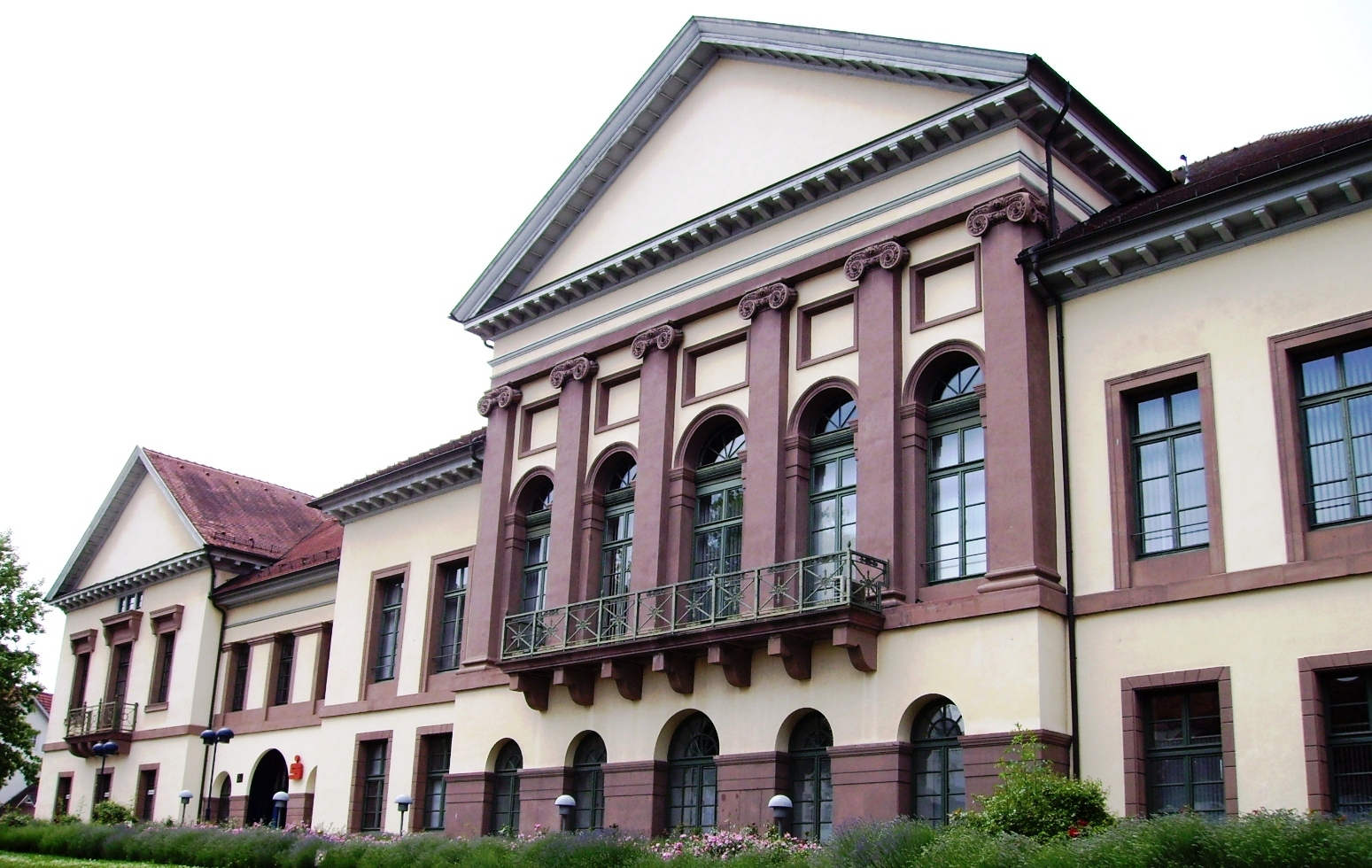
黑兴根的新宫
布加勒斯特王宫
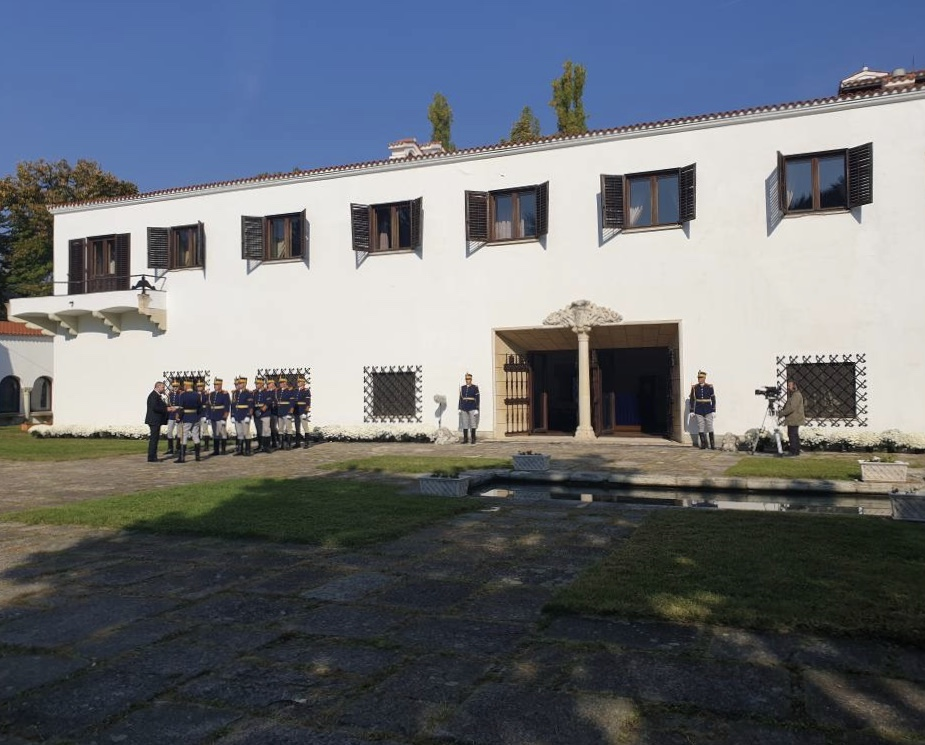
伊丽莎白宫（布加勒斯特）

## 纹章

霍亨索伦家族家徽
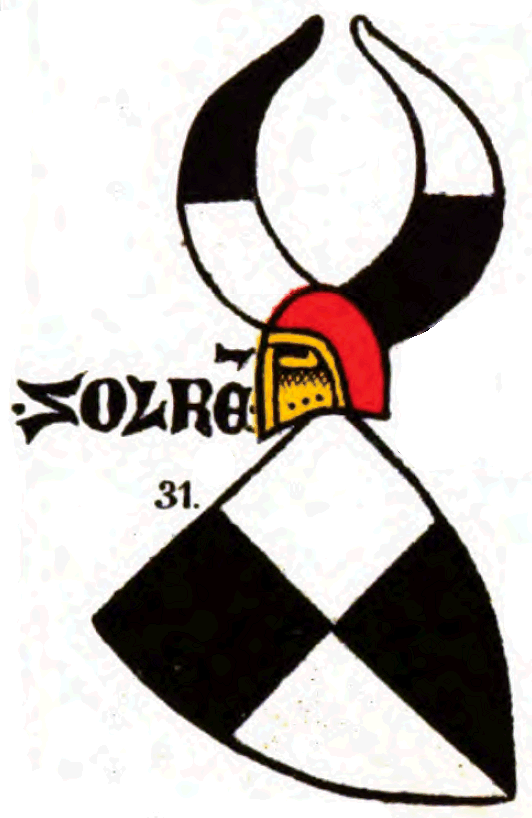
佐伦伯爵（1340年）
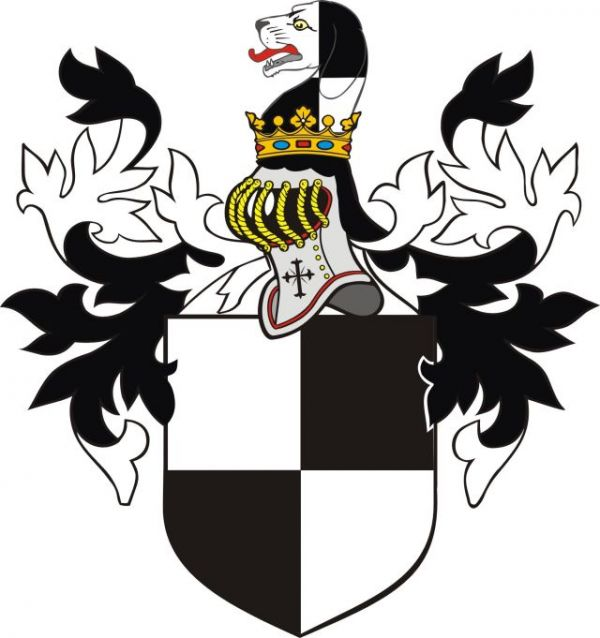
佐伦伯爵的完整纹章（Achievement）
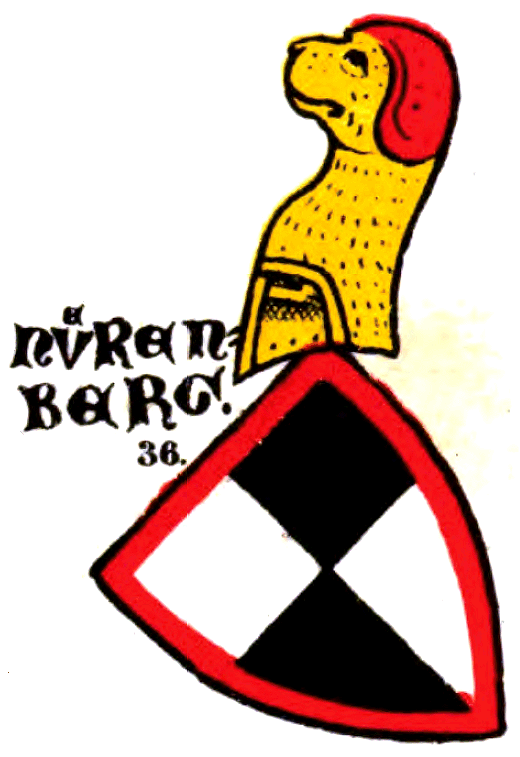
纽伦堡的城堡伯爵（1340年）
霍亨索伦家族的纽伦堡城堡伯爵纹章
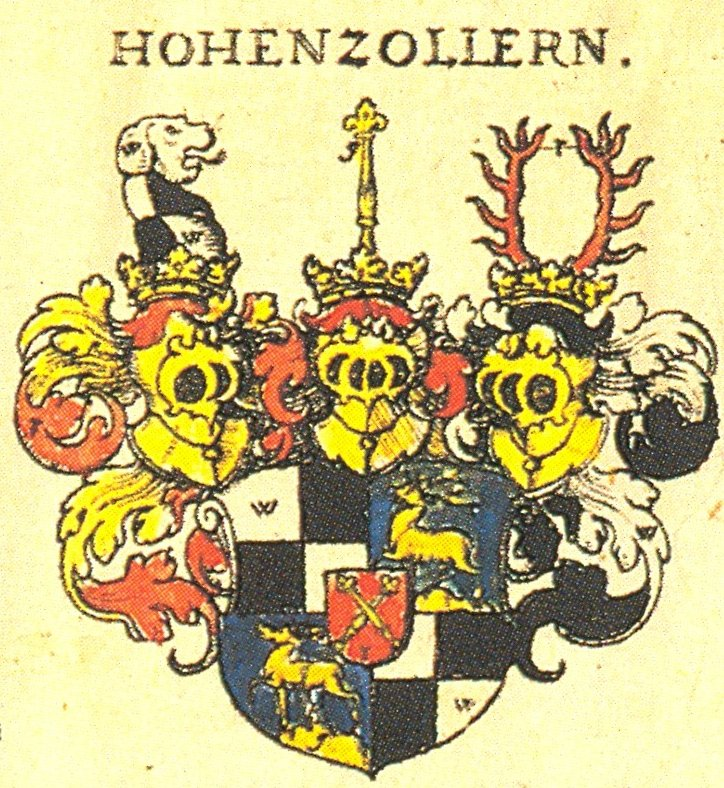
施瓦本分支王子级纹章（1605年）
勃兰登堡藩侯的纹章（1465年）
普鲁士公爵的纹章
普鲁士国王的纹章
普鲁士国王的完整徽章（Achievement）
德意志皇帝徽章（1871–1918）
德意志帝国皇帝的大徽章（1871–1918）
罗马尼亚国王的大徽章（1922–1947）

对于王子（非长子）而言，在纹章中若做区分，霍亨索伦家族常使用不同颜色的边框或边框组合：

德意志帝国皇储的纹章，在德皇徽章上加红色边框（bordure gules）
普鲁士的亨利亲王的纹章，附金羊毛骑士团勋章

## 外部連結
- 霍亨索倫家族網站 （页面存档备份，存于）